# Metro de Barcelona
El Metro de Barcelona és una xarxa de ferrocarril metropolità en la seva major part soterrat que dona servei als diferents barris i districtes de Barcelona i els municipis adjacents de l'Hospitalet de Llobregat, Esplugues de Llobregat, Cornellà de Llobregat, Santa Coloma de Gramenet, Sant Adrià de Besòs, Badalona, Sant Boi de Llobregat, Montcada i Reixac i el Prat de Llobregat, en una àrea que comprèn més enllà del Llobregat i del Besòs.
Actualment la xarxa té 12 línies gestionades per dos operadors diferents (TMB i FGC), amb tarifes integrades dins el sistema tarifari de sis zones creat per l'Autoritat del Transport Metropolità (ATM Àrea de Barcelona) que inclou també autobusos urbans i interurbans, tramvia i trens de rodalia dins l'Àmbit Metropolità de Barcelona i comarques o municipis limítrofs. Totes les línies de metro es troben a la zona 1 de l'àmbit integrat.
La xarxa actual té 170 quilòmetres i 193 estacions (TMB+FGC+funicular de Montjuïc), a data 8 de novembre de 2021.
El 2021 es van fer més de 306 milions de viatges (278 TMB + 28 serveis urbans FGC), encara un 30% a les xifres anteriors pandèmia. Això representa una increment d'usuaris del 27% respecte a l'any anterior, fet que va significar una recaptació de 190 milions d'euros.

Mapa actual del metro de Barcelona.

## Història
El metro de Barcelona té el seu origen en la inauguració del Ferrocarril de Barcelona a Sarrià (actual línia Barcelona-Vallès) l'any 1863, que l'any 1929 es va soterrar, els projectes de Ferrocarril Metropolità Nord-Sud i Ferrocarril Subterrani SO-NE que van ser l'embrió del Gran Metro i el Metro Transversal inaugurats l'any 1924 i 1926 per les companyies Gran Metropolità de Barcelona i Ferrocarril Metropolità de Barcelona.

### Projectes del primer ferrocarril subterrani a Barcelona

Ferrocarril Metropolità Nord-Sud de Barcelona

Durant el segle xix, la població de Barcelona es va quintuplicar i va arribar als 544.137 habitants l'any 1900 a causa de la industrialització. L'any 1863 es va inaugurar el Ferrocarril de Barcelona a Sarrià (actualment Línia Barcelona-Vallès) i el 1872, la primera línia de tramvies amb tracció animal, des del Pla de la Boqueria a la Vila de Gràcia.
Pau Muller i Gonçal Zaragoza van sol·licitar l'any 1907 la concessió d'un ferrocarril subterrani a Barcelona, anomenat Ferrocarril Metropolità Nord-Sud de Barcelona, per unir el Parc de la Ciutadella amb la Bonanova, passant subterràniament a través del passeig de Colom, la Rambla, plaça de Catalunya, passeig de Gràcia, carrer Gran de Gràcia, plaça de Lesseps, la muntanya del Putxet i el passeig de Sant Gervasi. Tot i l'interès general, els autors del projecte no van trobar el finançament necessari per dur-lo a terme i van transferir tots els drets de la concessió al Banco de Vizcaya.
També va sorgir la necessitat d'unir les diferents estacions terminals de ferrocarril que hi havia a principi del segle xx a la ciutat, va sorgir el projecte denominat Ferrocarril Subterráneo SO-NE de Barcelona, Sans-San Martín, Enlaces y Estaciones Centrales, que volia unir la Bordeta amb l'estació de Poble Nou de MZA (línia de Mataró) passant per carrer de Sants, plaça d'Espanya, Gran Via, plaça d'Urquinaona, Estació del Nord, fins Bogatell i Poble Nou de MZA (línia de Mataró). El 1914 per la Primera Guerra Mundial va quedar paralitzat, després de la Guerra el senyor Reyes iniciava contactes financers per iniciar les obres i finalment un grup d'empresaris catalans i bascos es van decidir tirar endavant el projecte.

#### Aprovació de dos projectes i companyies
El 1920 el Banco de Vizcaya va decidir reprendre el projecte pel progressiu augment del trànsit de la xarxa de tramvies, la inauguració del metro de Madrid i l'interès generat per la construcció del Metro Transversal. Per Reial Ordre de 12 de febrer de 1921 s'atorgava a aquest banc la concessió del ferrocarril elèctric subterrani per a 99 anys. Per coordinar la gestió de la línia i ampliar el finançament Banco de Vizcaya es va associar a altres empreses de transport públic de Barcelona i es va constituir una societat denominada Gran Metropolità de Barcelona S.A. (GMB).
El 1920 es constituïa la societat Ferrocarril Metropolità de Barcelona S.A. (FMB) i el projecte era aprovat pel Consell d'Obres Públiques el 1922. Ateses les fortes inversions requerides, es va decidir augmentar el capital social mitjançant l'emissió de 19.600 accions, part de les quals l'Ajuntament de Barcelona va adquirir, ja que per les característiques urbanes d'aquest ferrocarril, aquest podria tenir un paper important en el desenvolupament de la ciutat.

### Primera línia: Gran Metro

El recorregut del Gran Metro (L3 i L4) el 1946.

Al cap de poc temps d'iniciar-se les obres per part del Gran Metropolità de Barcelona al juliol de l'any 1921, la societat GMB va presentar un projecte de modificació del traçat. Per un extrem se situava l'estació terminal a la plaça de Lesseps, en comptes de situar-se al passeig de Sant Gervasi, ja que els darrers anys s'havien construït diverses línies de tramvies a la zona i GMB volia sol·licitar la concessió d'una nova línia que passaria per la zona. A l'altre extrem modificava el projecte inicial per la construcció d'una nova línia que s'iniciés a passeig de Gràcia fins al Portal de Mar, ja que la construcció dels túnels al llarg del passeig de Colom es veia complicada perquè el subsòl està format per blocs de pedra de l'antiga escullera i podria causar filtracions d'aigua. El traçat d'aquesta es preveia per la ronda de Sant Pere i Via Laietana. A Laietana aprofitaria els túnels ja existents que va construir l'Ajuntament de Barcelona el 1908 durant el Pla de Reforma de la Ciutat.
La inauguració del primer ferrocarril metropolità de la ciutat es va produir el 30 de desembre de 1924. Es va obrir el tram entre Catalunya i Lesseps de la línia I. Tenia una longitud de 2.741 metres amb quatre estacions: Lesseps, Diagonal, Aragó (ara Passeig de Gràcia) i Catalunya, amb ascensors a Lesseps i Fontana, aquesta última oberta posteriorment l'1 de maig de 1925 i l'ampliació fins a Liceu el 5 de juliol.
La línia II anava força endarrerida per l'abundància d'aigües subterrànies i per la construcció de l'estació de Jaume I, ja que l'Ajuntament de Barcelona no permetia parar la circulació de Via Laietana. El primer tram d'aquesta línia es va inaugurar el 19 de desembre de 1926, entre Aragó (ara Passeig de Gràcia) i Jaume I, amb una tercera estació a Urquinaona. El perllongament de la línia II fins a Correus es va inaugurar el 20 de febrer de 1934, i a la línia I l'any 1946 des de Liceu fins a Ferran (Fernando).

### Segona línia: Metro Transversal

Esquema cronològic de la línia 1.

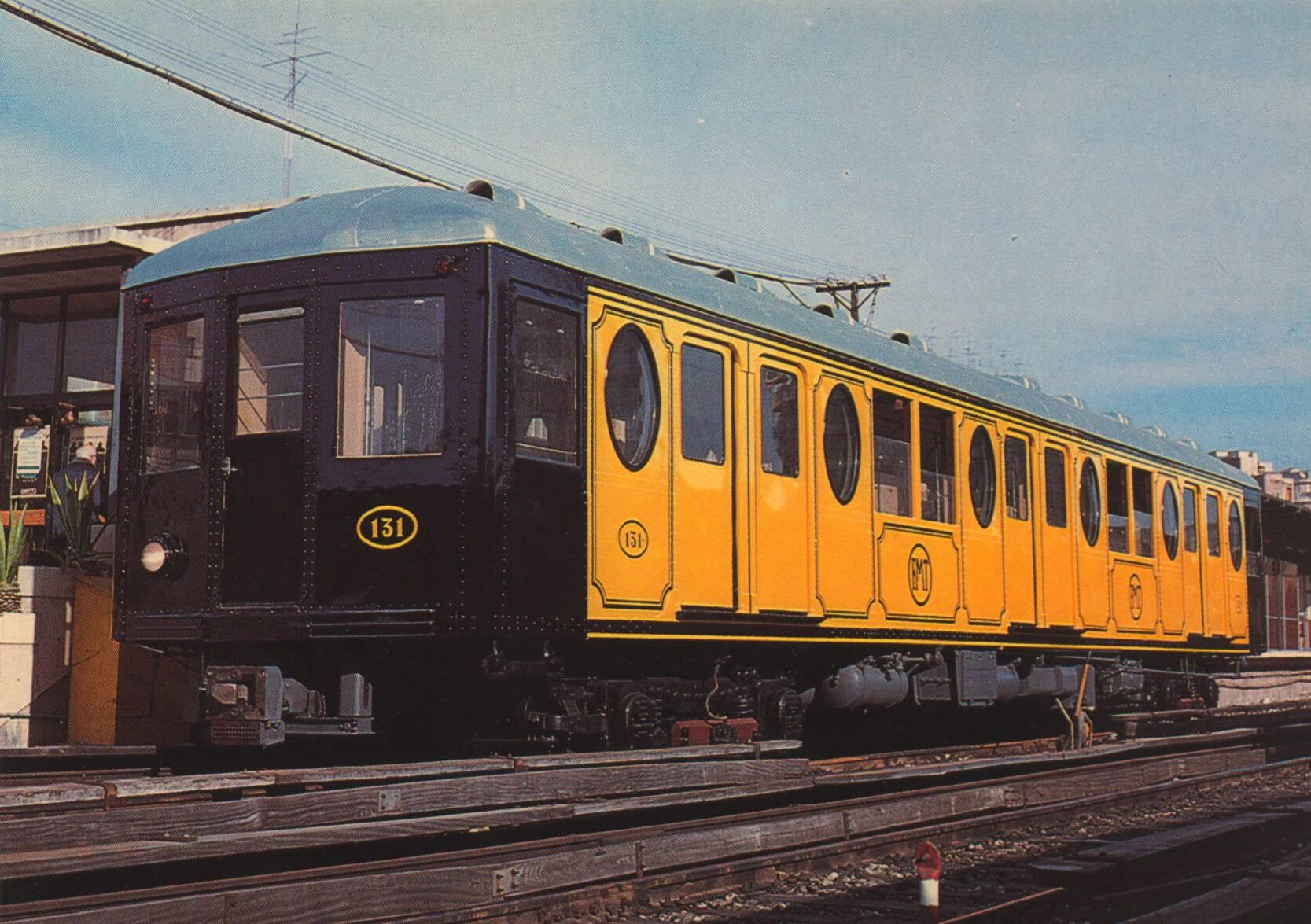
Unitat històrica sèrie 100 que circulà al Transversal.

Per Reial Ordre l'any 1922 es va permetre l'execució del projecte definit com a ferrocarril subterrani de tracció elèctrica i transversal entre les línies de Barcelona a Tarragona i de Barcelona a França. Les obres van començar el 5 de febrer de 1923 i eren força laborioses, ja que es duien a terme sota carrers amb molt trànsit.
La inauguració oficial del primer tram (Bordeta-Catalunya) va ser el 10 de juny de 1926, ja batejat com Metro Transversal per diferenciar-lo del Gran Metro. Tenia 4.063 metres de longitud i nou estacions: Bordeta, Mercat Nou, Sants (ara Plaça de Sants), Hostafrancs, Espanya, Rocafort, Urgell, Universitat i Catalunya. L'estació d'Espanya en aquell moment va ser l'estació amb la volta més gran del món (27 metres).
L'1 de juliol de 1932 es va produir la segona ampliació del Metro Transversal, per una banda des de Bordeta a Bordeta Cotxeres (posteriorment reanomenada Santa Eulàlia) i per l'altra de Catalunya a Urquinaona i Triumfo Norte (Arc de Triomf).
Un any més tard s'ampliava des d'Arc de Triomf a Marina, a partir d'aquí el Metro Transversal se separa de les línies de la companyia Nord per arribar amb menys temps a la plaça de les Glòries Catalanes i enllaçar després a la Sagrera amb les línies de MZA.
Al maig de 1953 es perllongava la línia fins a l'estació de Navas, al gener i maig del 1954 es completava els perllongaments del Metro Transversal arribant a les estacions de la Sagrera i Fabra i Puig, on enllaça amb l'estació de Sant Andreu Arenal de RENFE.

### Guerra civil i postguerra
Durant l'etapa compresa pels anys 1935 i 1950 el creixement del metro es paralitzaria a causa de l'esclat de la Guerra Civil i la Postguerra i es limitaria a la construcció de túnels de connexió entre línies, utilitzats com a dipòsits de material bèl·lic o com a refugis antiaeris per protegir la població civil dels intensos bombardejos que patia Barcelona.
Durant la postguerra el govern espanyol va suspendre les concessions de ferrocarril i es va dur a terme un procés de nacionalització per part del Govern d'Espanya que l'any 1941 va posar en vigor la llei de "Bases d'Ordenació Ferroviària i dels Transports per Carretera" que feia efectiva l'1 de febrer la nacionalització i agrupació de totes les línies ferroviàries d'ample ibèric, afectant automàticament al Metro Transversal (L1) del Ferrocarril Metropolità de Barcelona per ser d'aquest ample ferroviari. La L1 va dependre de Red Nacional de los Ferrocarriles Españoles (RENFE) fins al 24 de setembre de 1943 quan va passar de nou a mans de FMB arran dels recursos que havia presentat la companyia del metropolità.
Passada la postguerra ressorgeix el creixement del metro i es posa en marxa l'ampliació del Metro Transversal, el 1951 de Marina al Clot, 1953 a Navas, el 1954 a la Sagrera i Fabra i Puig. I es van reformar algunes estacions.

### Municipalització
L'octubre de 1952 el Ple de l'Ajuntament de Barcelona va aprovar un acord on es preveia la municipalització de totes les empreses de transport públic de la ciutat, afectant el Ferrocarril Metropolità de Barcelona, el Gran Metropolità de Barcelona i Tramvies de Barcelona. L'any 1955 els propietaris del Gran Metropolità de Barcelona i Tramvies de Barcelona van firmar l'acord de l'adquisició de les accions per part l'Ajuntament. L'Ajuntament va acabar de comprar el Ferrocarril Metropolità de Barcelona. Tres anys més tard, el 1961 el Gran Metropolità va ser absorbit per FMB, creant Ferrocarril Metropolità de Barcelona SA/SPM.
Una de les millores més importants de la fusió va ser la construcció d'una galeria de connexió de les andanes de les estacions de Catalunya del Gran Metro i el Metro Transversal. Després de la fusió, les línies I i II del GMB (tota la Y) van passar a denominar-se línia III.

### Les noves línies II, IV i V

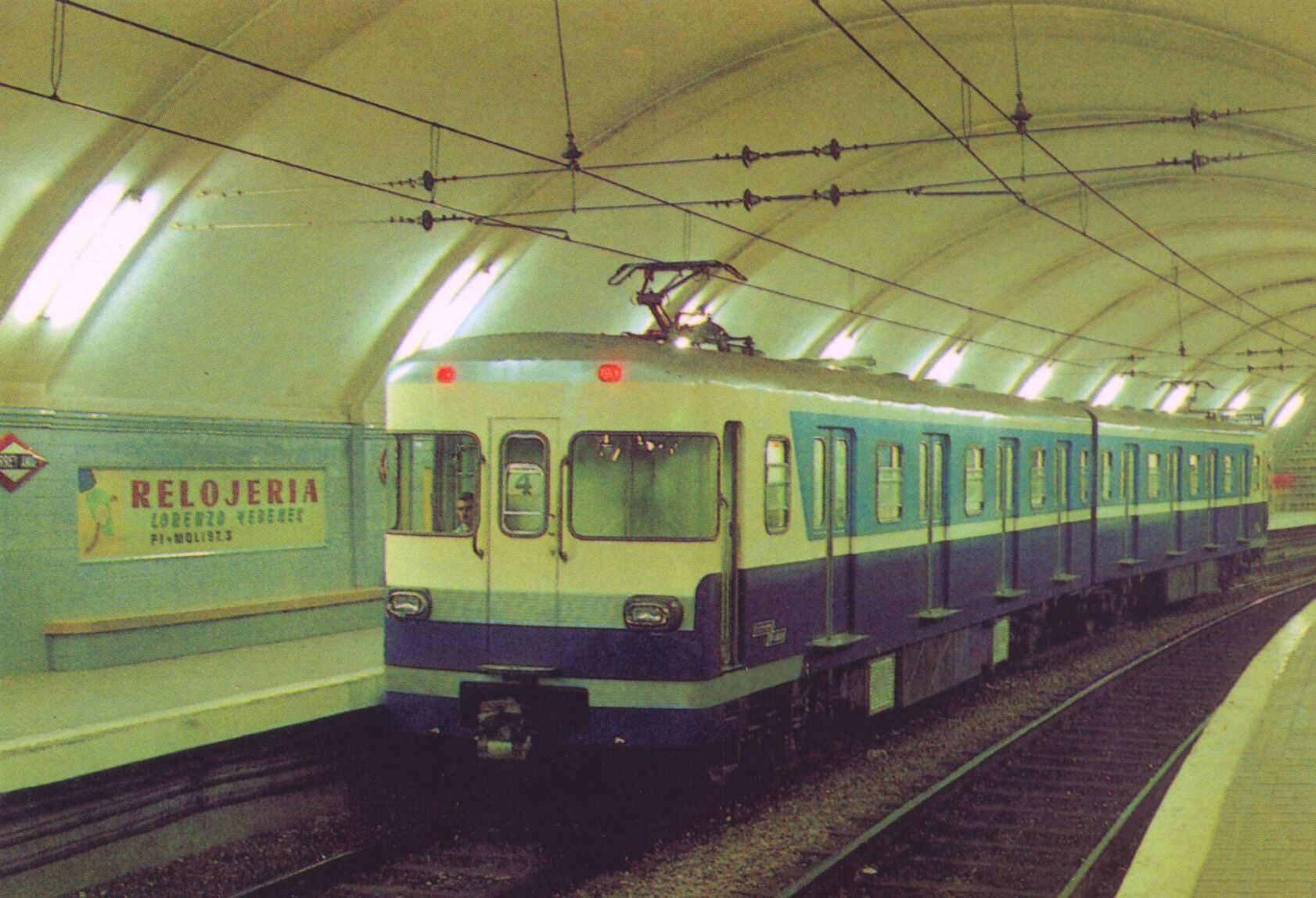
La línia V absorbeix la línia II entre la Sagrera i Horta el 1970.

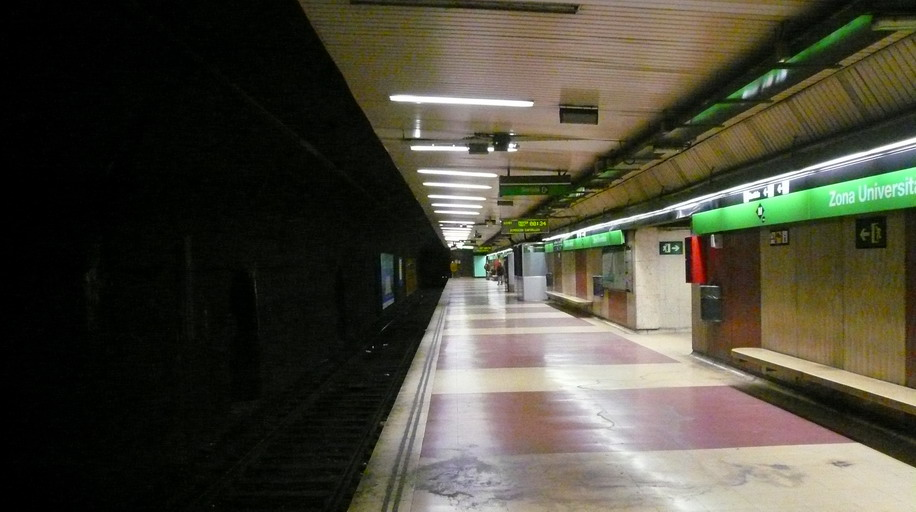
La línia III-B arriba a Zona Universitària el 1975.

El 1959 va entrar en servei una nova línia del Ferrocarril Metropolità de Barcelona, la línia II, entre la Sagrera i Vilapicina i ampliat el 1967 fins a Horta.
Durant l'etapa compresa entre els anys 1968 i 1974 el metro creix en direcció al Besòs. L'any 1968 la línia 1 es perllonga, des de Fabra i Puig a Torras i Bages. La línia 3 des de Liceu a Drassanes, i dos anys més tard a Pueblo Seco, que actualment es denomina Paral·lel.
El 1969 es va inaugurar el Transversal Alt (L5) entre Collblanc (llavors Sant Ramon) i Diagonal. Un any més tard es posava en funcionament el tram entre Verdaguer (llavors General Mola) i Camp de l'Arpa, arribant fins a la Sagrera. I el 1973 des de Collblanc a Pubilla Cases. A la vegada que absorbia la línia II, passant a formar part de la L5. º
El 4 d'abril es tanca temporalment el tram Urquinaona i Jaume I de la línia 3, l'antic Gran Metro. El 1973 es reobriria el tram tancat, ja condicionat i habilitat per esdevenir la línia 4, amb un perllongament des d'Urquinaona a Gran Vía a Joanic. Un any més tard s'obriria el tram Joanic-Guinardó amb una estació intermèdia, Alfons X.
Entre 1975 i 1977 el ritme d'inauguracions s'intensifica. L'any 1975 es va obrir l'anomenada línia III-B o línia 3-B, que el 1983 s'unificaria amb la resta de la línia, connectant l'estació de Paral·lel i Zona Universitària.
El 1976 la línia 5 va arribar a Sant Ildefons des de Pubilla Cases, i es va perllongar amb una estació la línia 4 a Barceloneta. El 1977 la L4 es perllonga fins Selva de Mar. Posteriorment el 1982 es va inaugurar el tram Maragall - Via Júlia (llavors Roquetes). També es va perllongar fins a la Pau, des de Selva de Mar, amb tres estacions.

### Creixement metropolità
A partir del 1983 el creixement del metro de Barcelona es caracteritza pel seu perllongament a fora del límit municipal de la ciutat de Barcelona, tant pel costat del Besòs com Llobregat. El 1983 la línia 1 creuava el Besòs arribant a Santa Coloma. El mateix any s'ampliava per l'altre costat entre Santa Eulàlia i Torrassa. El 1983 la línia 5 es perllongava entre Sant Ildefons i Cornellà.
El 1985 s'inaugurava el tram la Pau - Pep Ventura que passaria momentàniament a formar part de la línia 4. El 6 de novembre de 1985 es perllongava la línia 3 fins a Montbau.
El 24 d'abril de 1987 la línia 1 arriba a Avinguda Carrilet. El 1989 arribava a l'estació terminal actual d'Hospital de Bellvitge. Al Besòs es completava el 1992 amb l'estació de Fondo.

### Represa i inauguració de la línia 2

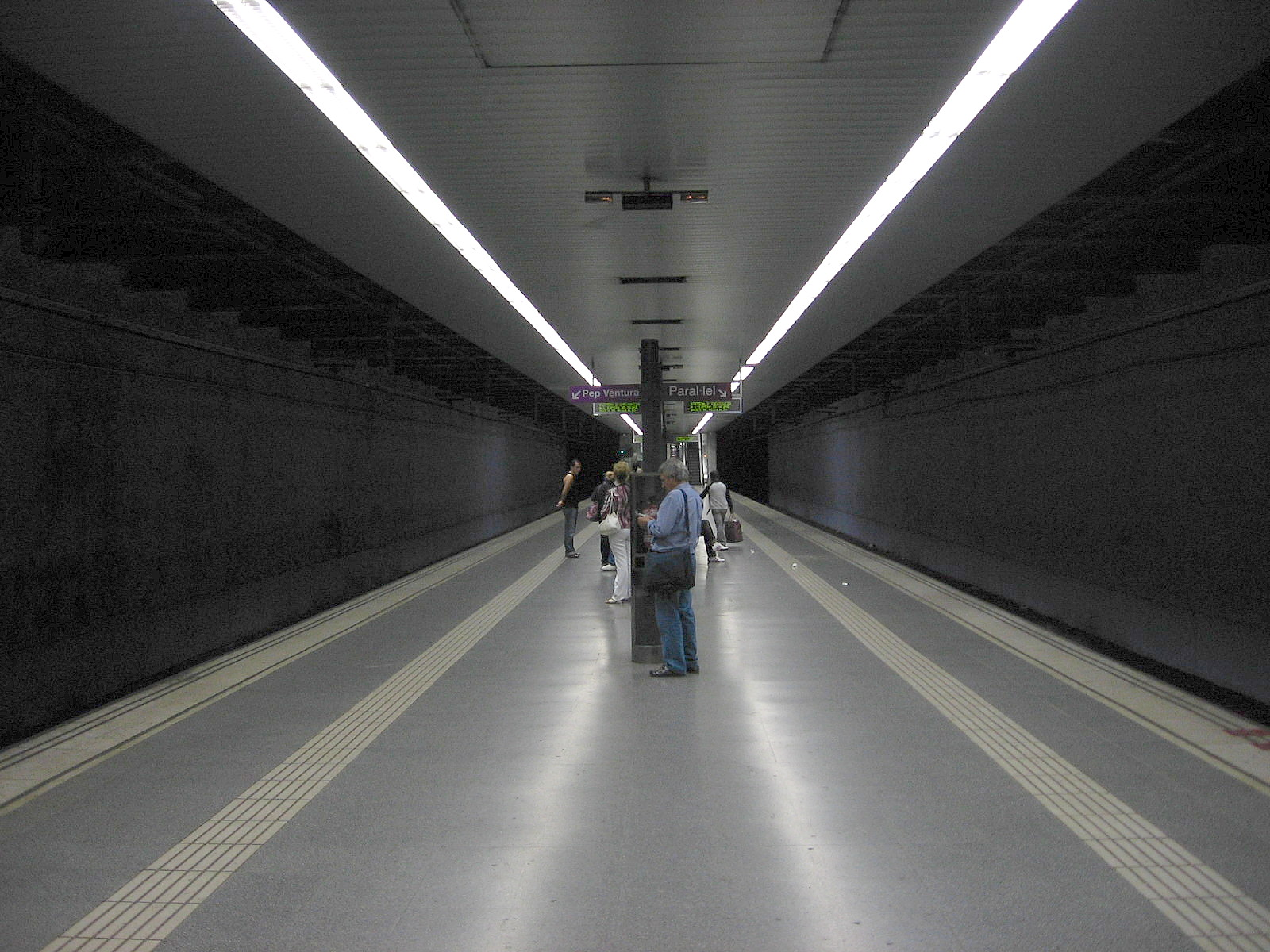
La L2 s'inaugura el 1995 entre Sant Antoni i Sagrada Família.

Entre 1995 i 1997 es va obrir una nova línia, la línia 2, un projecte antic i parcialment construït que es recuperava de cara als Jocs Olímpics de 1992. El primer tram es va inaugurar l'any 1995, primer al setembre entre Sant Antoni i Sagrada Família, i al desembre la renovada estació de Paral·lel, terminal de la línia.
El segon tram, entre Sagrada Família i la Pau es va inaugurar l'any 1997. El juny de 2002 es va tancar part de la línia 4, entre Selva de Mar i Pep Ventura, per fer obres al tram final de la L4 i passar a formar part de la L2.
Altres actuacions que es van dur a terme en aquesta època van ser el perllongament el 1999 de la línia 4 fins a Trinitat Nova i es va anunciar la creació d'algun tipus de transport entre aquesta estació i Can Cuiàs (posteriorment es definiria com L11). El 2001 la línia 3 s'ampliava amb tres estacions fins a Canyelles, amb les estacions intermèdies de Mundet i Valldaura, donant cobertura a aquests barris i al campus universitari de Mundet.

### Integració tarifària i accesibilitat

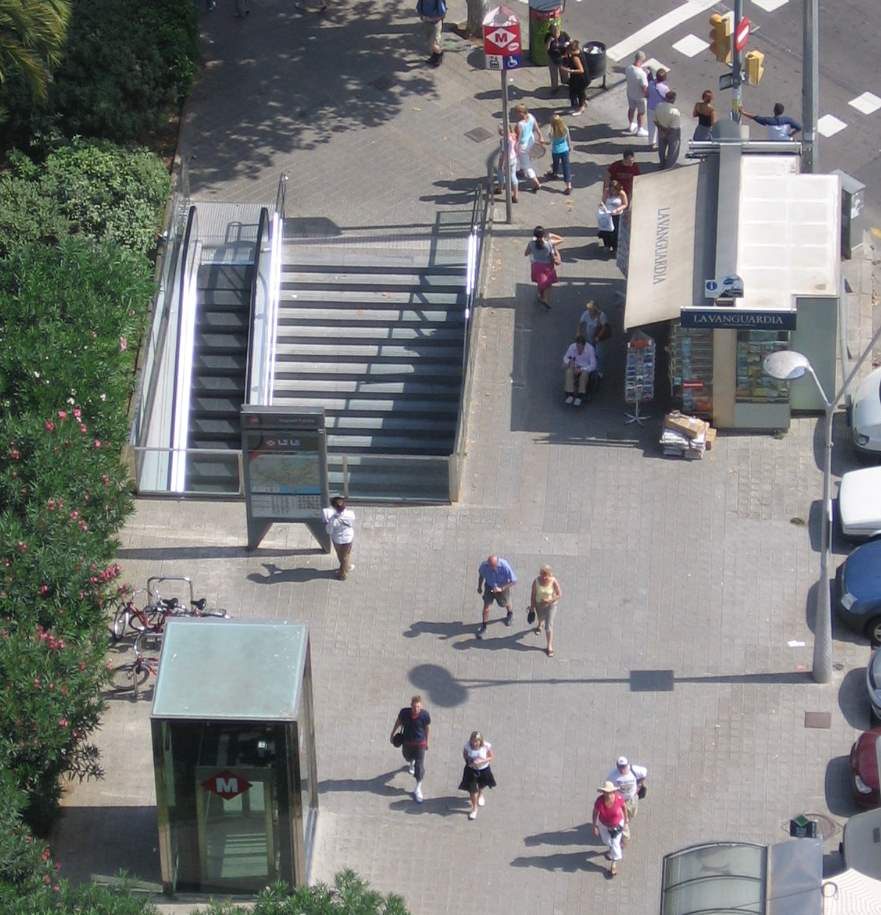
Accés adaptat de la Sagrada Família.

El 1978 la infraestructura del metro passa a dependre de la Generalitat de Catalunya, substituint al Ministeri d'Obres Públiques del Govern d'Espanya. Un any més tard, fruit de la coordinació del transport públic a Barcelona i de la municipalització de les empreses de transport, FMB i Tramvies de Barcelona reanomenat a Transports de Barcelona van començar a l'explotació conjunta el 1979 sota el nom de Transports Municipals de Barcelona (TMB). Posteriorment va canviar de nom a Transports Metropolitans de Barcelona.
El 1982, durant la inauguració d'un perllongament de la línia 4 del metro de Barcelona, tant l'alcalde de Barcelona (Narcís Serra) com el president de la Generalitat de Catalunya (Jordi Pujol), parlaven de la voluntat de la creació d'una autoritat única per dirigir el destí del metro. Uns defensaven que l'autoritat única fos la Corporació Metropolitana de Barcelona i els altres la Generalitat. Finalment es va optar per la creació d'un consorci que integrés la Generalitat de Catalunya, l'Ajuntament de Barcelona i l'Entitat Metropolitana del Transport.
El 1997 es va crear l'Autoritat del Transport Metropolità (ATM), consorci que integra la Generalitat de Catalunya, l'Ajuntament de Barcelona i l'Entitat Metropolitana del Transport (EMT). Aquesta última, EMT, des del 2011 ha estat substituïda pel govern de l'Àrea Metropolitana de Barcelona. El 2001 l'ATM va posar en marxa la integració tarifària entre els diferents operadors de la xarxa de transports de la Regió Metropolitana de Barcelona.

#### Transport per a tothom
El primer decret que legisla sobre l'eliminació de barreres arquitectòniques data del 10 d'abril de 1984, decret 100/84 de la Generalitat de Catalunya. Posteriorment altres lleis ho ampliarien, la llei 20/91, de millora de l'accessibilitat i el decret 135/1995, Codi d'Accessibilitat de Catalunya.
L'estació de Fondo oberta l'any 1992, va ser la primera dotada amb ascensors hidràulics per ser adaptada a persones amb mobilitat reduïda i paviment de textura especial per a invidents. Des de llavors totes les noves estacions estan adaptades a persones amb mobilitat reduïda i algunes línies com la L2, L9/L10 i L11 ho estan totalment.

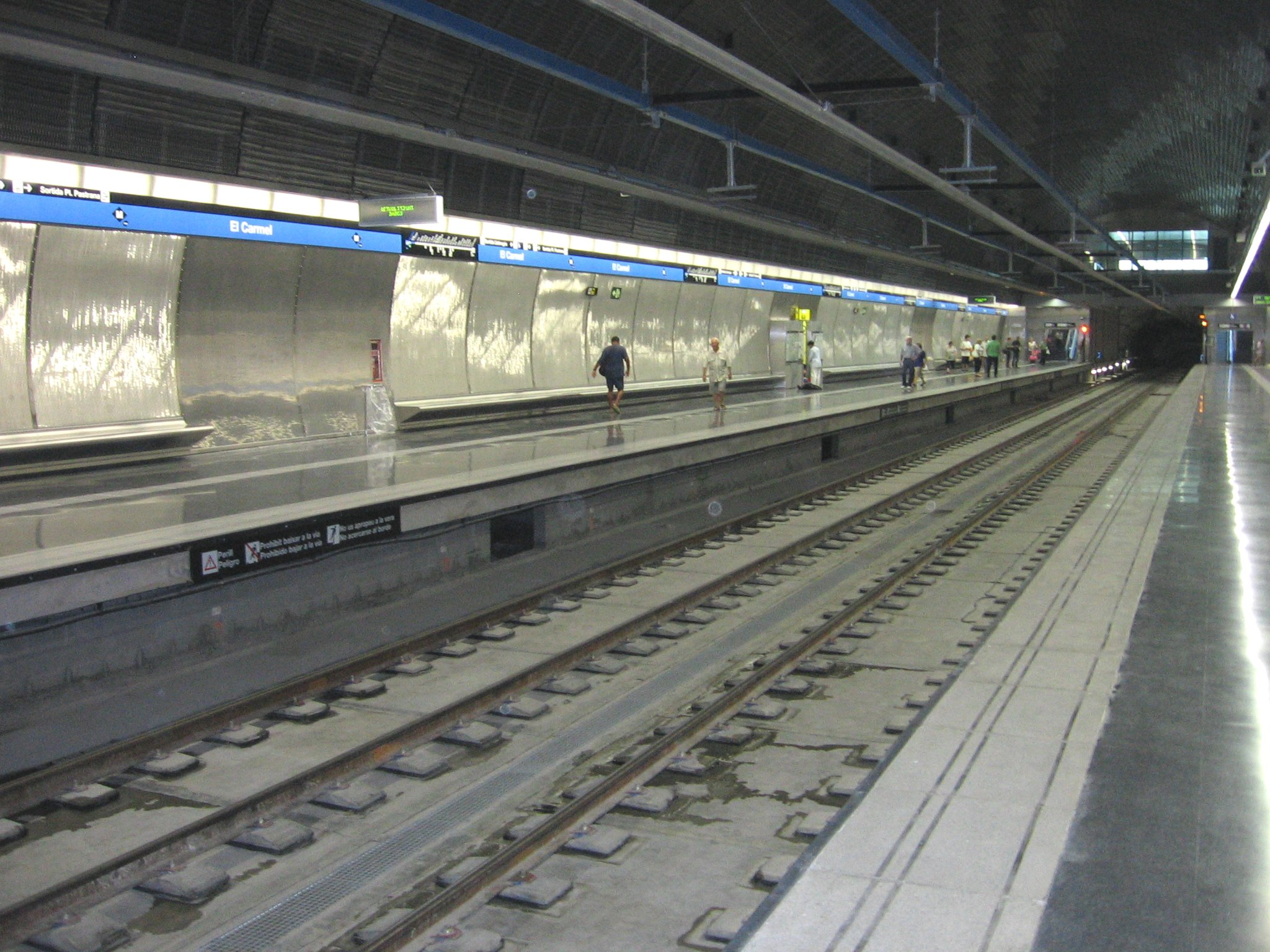
Estació del Carmel, oberta amb l'arribada de la L5 a Vall d'Hebron el 2010.

### Esfondrament del Carmel
Durant l'ampliació de l'estació d'Horta a Vall d'Hebron de la L5 el 25 de gener del 2005 va haver-hi un primer despreniment a les obres en un túnel de maniobres situat al barri del Carmel. Aquest primer esdeveniment va provocar el desallotjament de 1.057 persones de 84 blocs de pisos del voltant del carrer de Calafell de Barcelona. Posteriorment el dia 27 de gener hi va haver el col·lapse principal que va provocar la desaparició del garatge del carrer de Calafell 12 en un esvoranc de 18 metres de diàmetre i 35 de profunditat. Es va enderrocar l'edifici del número 10 que havia quedat molt danyat i més tard tres immobles més.
Com a conseqüència va esclatar una greu crisi política i social. A més, l'esfondrament va provocar l'endarreriment general de totes les obres ferroviàries que s'estaven executant a la ciutat de Barcelona. Es va constituir, per exemple, la plataforma de l'AVE pel litoral per evitar la construcció del túnel de Provença. L'esfondrament va provocar la paralització total de les obres de la línia 5. Els projectes van haver de ser revisats i de retruc se'n van veure afectades les obres d'ampliació de la L3 i sobretot de la L9.

### Nova línia semicircular automàtica: les línies 9 i 10

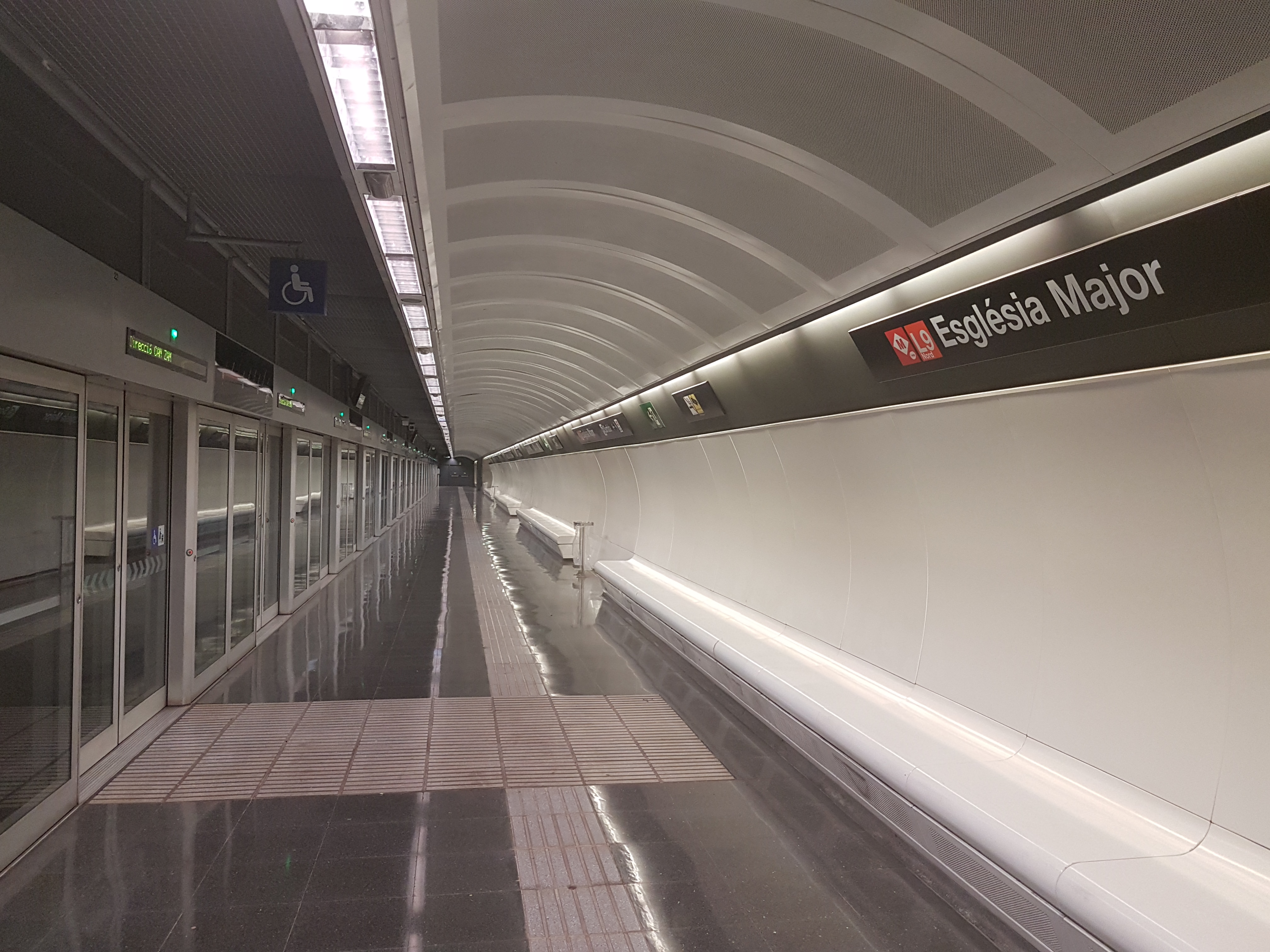
Tram inaugural de la L9 entre Can Peixauet i Can Zam el 2009.

Durant la dècada del 2000 s'han inaugurat dues línies, el 16 de desembre de 2003 es va inaugurar la línia 11, línia de metro lleuger. I el 2009 un ramal de la línia 9 (L9/L10). Aquesta última és la inversió més important del PDI, ja que està construïda per ser totalment automàtica i serà la línia més llarg del suburbà barceloní. La L9/L10 es va posar en funcionament ja automàtica i a la L11 s'hi van realitzar treballs per automatitzar-la i posteriorment va ser banc de proves per a la línia 9, tot i que no van desaparèixer els conductors de la línia 11 fins després de la posada en marxa de la L9.
La L9 es va posar en marxa el 13 de desembre del 2009 entre Can Zam i Can Peixauet, el 18 d'abril del 2010 la L10 entre Bon Pastor i Gorg, i posteriorment es va ampliar amb dues estacions fins a la Sagrera (actualment circula pel túnel de la L4 per arribar a la Sagrera perquè el túnel real de la L9/L10 era utilitzat com a túnel d'extracció de les pedres i roques de la tuneladora. Durant el 2024 es van iniciar les obres de connexió de la L9/10 Nord amb el tram central de la línia, un cop extreta la tuneladora que hi havia al pou de la futura estació de Lesseps). El 2011, 19 de setembre, es va inaugurar Santa Rosa. El 2014 començaren les proves de la L9 Sud fins l'aeroport, se'n van fer gairebé 3.700 proves amb tot tipus de situacions i simulacres per estar preparats per a qualsevol situació. Finalment el 12 de febrer de 2016 es posaren en servei els ramals de L9 de l'aeroport fins a la Zona Universitària, amb l'anomenada Línia 9 Sud. El 8/9/2018 es va inauguran la L10 Sud, amb 5 km. i 5 estacions, dues noves: Foc i Foneria. El 2019 es van obrir dues estacions de la L10 Sud: Provençana (2 de març) i Ciutat de la Justícia (23 de novembre), totes dues al terme municipal de l'Hospitalet de Llobregat. L'1 de febrer de 2020 es va inaugurar l'estació Zona Franca. El 7 de novembre de 2021, es van inaugurar les estacions Port Comercial/La Factoria, Ecoparc i ZAL Riu Vell. Des d'aquesta data, la xarxa té 170 km. i 183 estacions.

## Operadors de la xarxa
Actualment, hi ha dos operadors a la xarxa, Ferrocarrils de la Generalitat de Catalunya (FGC) i Ferrocarril Metropolità de Barcelona (FMB). Es considera que la xarxa urbana de FGC forma part del metro de Barcelona d'ençà de la integració tarifària l'any 2001, el canvi de nomenclatura el 2003 de U6, U7 i S3 ("U" d'urbà i "S" de suburbà) a L6, L7 i L8 ("L" de línia) i l'augment de la freqüència de pas. FMB està vinculat al govern de l'Àrea Metropolitana de Barcelona i FGC a la Generalitat de Catalunya.

### Ferrocarril Metropolità de Barcelona
La companyia Ferrocarril Metropolità de Barcelona (FMB) és de propietat pública, va sorgir l'any 1920 i el 1961 va absorbir Gran Metropolità de Barcelona. Opera el servei sota el nom de Transports Metropolitans de Barcelona (TMB) conjuntament amb Transports de Barcelona. És responsable de les línies L1, L2, L3, L4, L5, L9, L10 i L11.
Té un total de 163 estacions, 165 trens circulant en hora punta i una xarxa de 124,7 quilòmetres de longitud. 22 estacions tenen correspondència amb altres línies. La plantilla de treballadors és de 4.049 persones i el 2023 es van realitzar en aquesta xarxa 440 milions de viatges.

Logotip de TMB.

Logotip de la xarxa de FMB.

Logotip d'FGC.

|                                | 34 | 3'05" | 25,3 |
|                                | 20 | 3′15″ | 27,1 |
|                                | 26 | 3′28″ | 25,5 |
|                                | 20 | 3′57″ | 27,7 |
|                                | 37 | 2′29″ | 26,1 |
|                                | 6  | 6′04″ | 30,7 |
|                                | 9  | 7′22″ | 37,3 |
|                                | 4  | 6′04″ | 32,1 |
|                                | 5  | 7′22″ | 28,4 |
|                                | 2  | 7'55″ | 19,8 |
| Font: TMB dades bàsiques 2024. |    |       |      |

### Ferrocarrils de la Generalitat de Catalunya
Ferrocarrils de la Generalitat de Catalunya (FGC) és de propietat pública, va sorgir l'any 1979 per operar els serveis ferroviaris transferits a la Generalitat de Catalunya, després que Ferrocarrils Catalans, Ferrocarrils de Catalunya i Ferrocarril de Sarrià a Barcelona deixessin de prestar els serveis per problemes econòmics i se'n fes càrrec el Govern d'Espanya a través de FEVE.
FGC gestiona tretze serveis ferroviaris en dues xarxes independents línia Barcelona-Vallès i línia Llobregat-Anoia, d'aquests tretze, les línies L6, L7, L8 i L12, amb 28 estacions, són considerats de metro.

## Infraestructura
Actualment la xarxa de Metro de Barcelona té una longitud de 166 quilòmetres i 189 estacions repartides en 12 línies, més el funicular de Montjuïc.

### Línies del metro
| Nom | Color      | Origen                | Destinació            | Inauguració | Primera operació1 | Operadora | Longitud (km) | Estacions | Estacions | Temps de viatge (min) | Ample de via (mm) |
| --- | ---------- | --------------------- | --------------------- | ----------- | ----------------- | --------- | ------------- | --------- | --------- | --------------------- | ----------------- |
| Línia 1 | Vermella   | Hospital de Bellvitge | Fondo                 | 1926        | 1926              | TMB       | 20'7          | 30        | 30        | 45                    | 1674              |
| Línia 2 | Lila       | Paral·lel             | Badalona Pompeu Fabra | 1995        | 19592             | TMB       | 13'1          | 18        | 18        | 26                    | 1435              |
| Línia 3 | Verda      | Zona Universitària    | Trinitat Nova         | 1924        | 1924              | TMB       | 18'4          | 26        | 26        | 36                    | 1435              |
| Línia 4 | Groga      | Trinitat Nova         | La Pau                | 1973        | 19263             | TMB       | 17'3          | 22        | 22        | 36                    | 1435              |
| Línia 5 | Blava      | Cornellà Centre       | Vall d'Hebron         | 1959        | 1959              | TMB       | 18'9          | 27        | 27        | 37                    | 1435              |
| Línia 6 | Malva      | Plaça Catalunya       | Sarrià                | 1929        | 18634             | FGC       | 6'4           | 8         | 8         | 12                    | 1435              |
| Línia 7 | Marró      | Plaça Catalunya       | Avinguda Tibidabo     | 1954        | 18634             | FGC       | 4'63          | 7         | 7         | 10                    | 1435              |
| Línia 8 | Rosa       | Plaça Espanya         | Molí Nou \| C.C.      | 2000        | 19125             | FGC       | 12            | 11        | 11        | 20                    | 1000              |
| Línia 9 Nord6 | Taronja    | La Sagrera            | Can Zam               | 2009        | 2009              | TMB       | 47'8 [A]      | 39 [B]    | 52        | 19                    | 1435              |
| Línia 9 Sud6 | Taronja    | Aeroport T1           | Zona Universitària    | 2016        | 2016              | TMB       | 47'8 [A]      | 39 [B]    | 52        | 32                    | 1435              |
| Línia 10 Nord6 | Blau clar  | La Sagrera            | Gorg                  | 2010        | 2010              | TMB       | 47'8 [A]      | 33 [C]    | 52        | 13                    | 1435              |
| Línia 10 Sud6 | Blau clar  | Zona Franca           | Collblanc             | 2018        | 2020              | TMB       | 47'8 [A]      | 33 [C]    | 52        | 9                     | 1435              |
| Línia 11 | Verd clar  | Trinitat Nova         | Can Cuiàs             | 2003        | 2003              | TMB       | 2'3           | 5         | 5         | 6                     | 1435              |
| Línia 12 | Malva Clar | Sarrià                | Reina Elisenda        | 2016        | 18744             | FGC       | 0'6           | 2         | 2         | 2                     | 1435              |
| 1 Si l'any és anterior a la inauguració significa que va operar com a part d'una altra línia o per una altra companyia.. 2 Actual L5. 3 Ramal de l'actual L3. 4 Ferrocarril de Sarrià a Barcelona. 5 Magòria-Martorell. 6 L9 i L10 en servei parcial. |            |                       |                       |             |                   |           |               |           |           |                       |                   |

Notes
- A ^ Actualment en funcionament 37'6 km (L9/L10).[84]
- B ^ Actualment 24 estacions en funcionament (L9).[84]
- C ^ Actualment 13 estacions en funcionament (L10).[84]
- Dades extretes de TMB.cat[85]

Ample de via

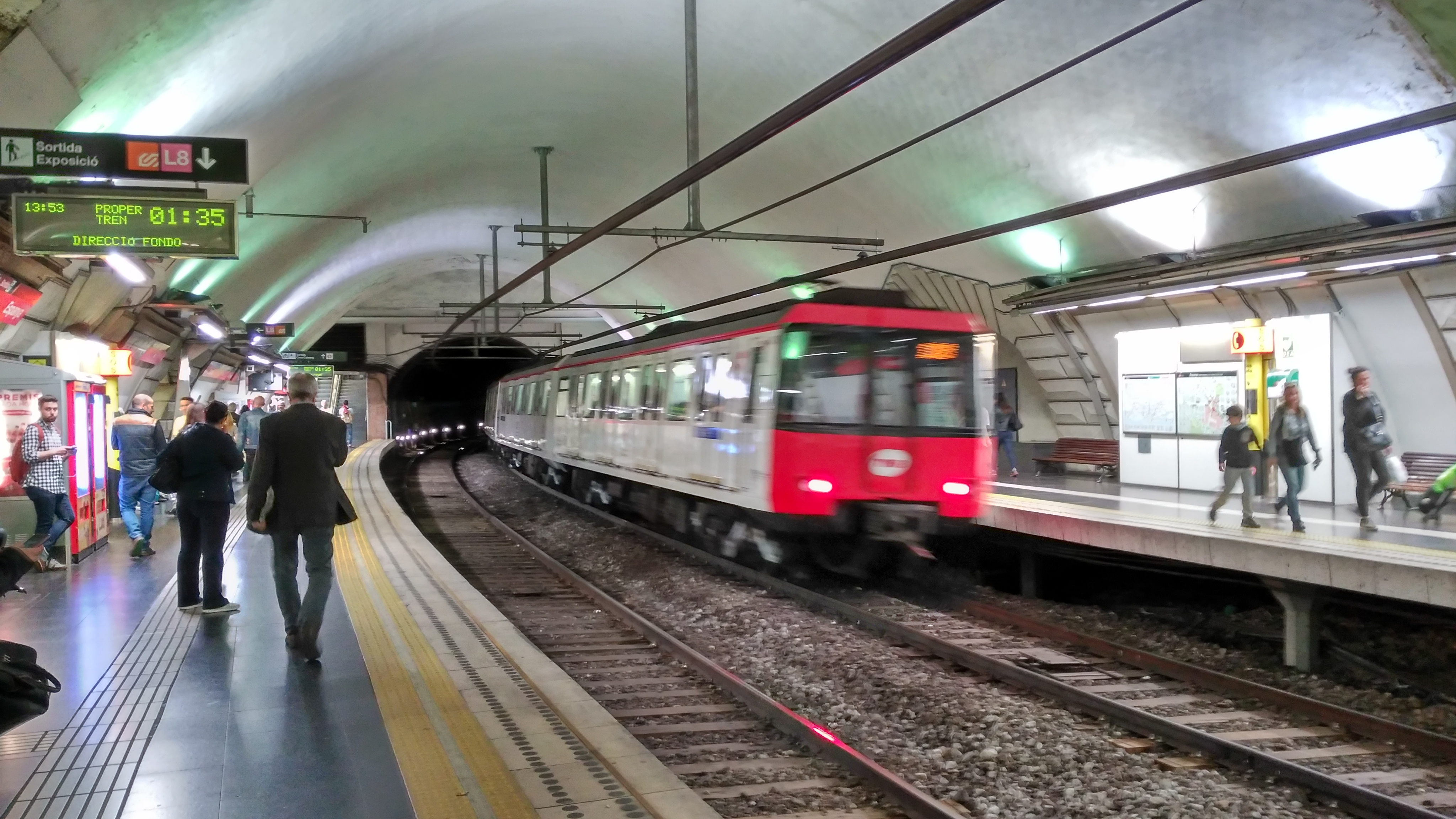
Unitat 4000 direcció Bellvitge de la L1 a l'estació d'Espanya.

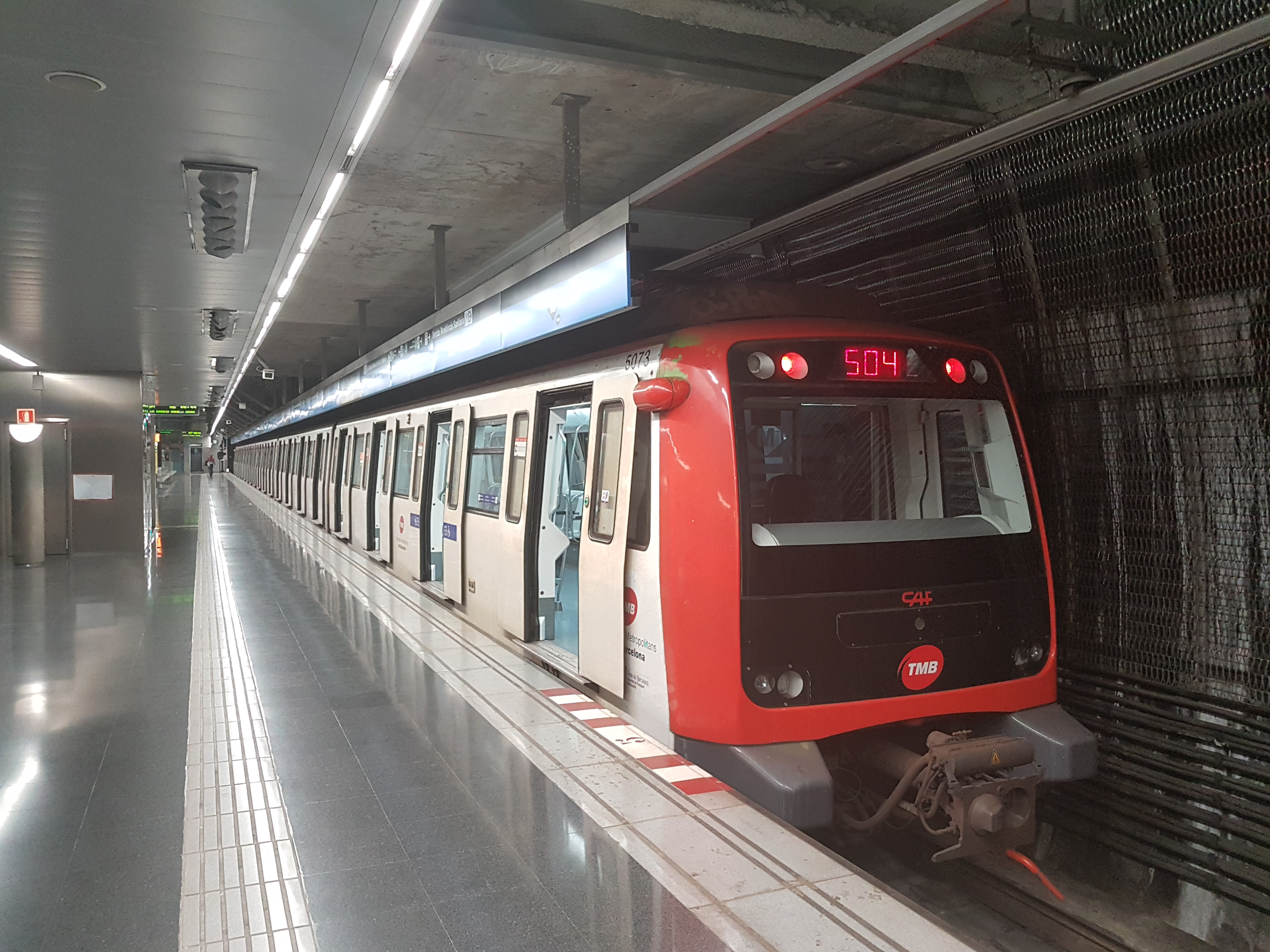
Unitat 5000 direcció Cornellà de la L5 a l'estació de Vall d'Hebron.

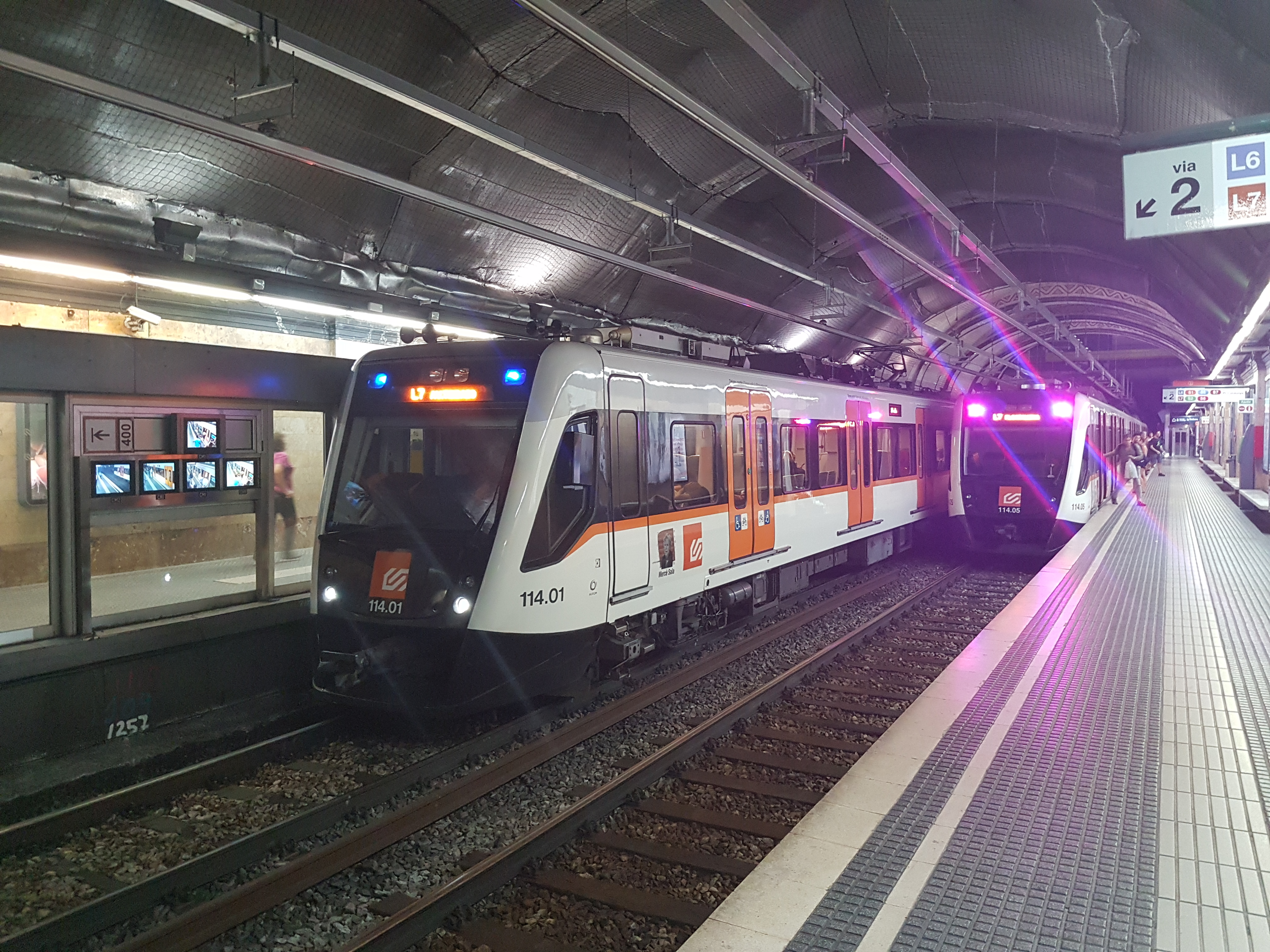
Unitats 114 de la L7 a l'estació de Provença.

Mapa de la xarxa ferroviària integrada central.

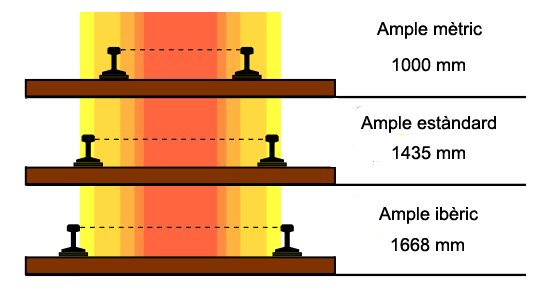
Amples de via.

Hi ha tres amples de via diferents a les línies del metro:
- Ample estàndard (1435 mm): L2, L3, L4, L5, L6, L7, L9, L10, L11, L12.
- Ample mètric o via estreta (1000 mm): L8; raó per la qual la línia Llobregat-Anoia se la coneix com el carrilet.
- Ample ibèric antic (1674 mm): L1; perquè es va construir per connectar les estacions de tren de les línies de via ampla amb l'exposició universal que s'havia de celebrar el 1929 a Montjuïc. Altres línies com (L6 i L7 de la línia Barcelona-Vallès) es va construir el 1863 en ample ibèric però anys més tard es va canviar la via per via d'ample internacional o estàndard.

Àrea de servei

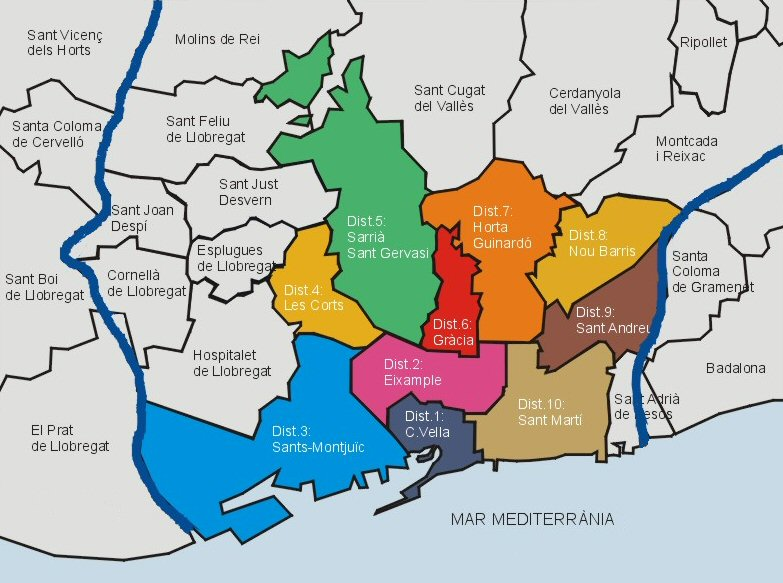
Districtes de Barcelona i altres municipis

La xarxa de metro dona servei a tres comarques: cobreix majoritàriament el Barcelonès, té una presència important al Baix Llobregat, mentre que al Vallès Occidental el metro és totalment testimonial, ja que tan sols hi ha una estació de la L11 al barri de Can Cuiàs de Montcada i Reixac.
Actualment no hi ha cap municipi del Barcelonès que no tingui almenys una estació de metro. Sant Adrià de Besòs té una estació de la L2, Santa Coloma de Gramenet dos de la L1 i 6 de la L9, Badalona quatre de la L2 i tres de la L10 i l'Hospitalet de Llobregat és la ciutat amb més estacions de metro (15 de FGC i TMB) després de Barcelona. A la comarca del Baix Llobregat de moment tan sols hi ha vuit estacions repartides entre Cornellà de Llobregat (5 de TMB i FGC), Sant Boi de Llobregat (2 de FGC), una a Esplugues de Llobregat i set al Prat de Llobregat (L9), tot i que n'hi ha dues més de la mateixa línia que resten a l'espera d'obrir-se.
Barris de Barcelona sense metro
A la ciutat de Barcelona és on es troben la gran majoria d'estacions del metro de Barcelona, tot i això a mitjans de la dècada del 2000 encara hi havia 14 barris de 73 que no tenien servei de metro ni de TMB ni de FGC, com tampoc servei de Rodalies de Catalunya. Això es traduïa amb què dels 10 districtes de la ciutat, sis tenien una zona o barri amb dèficit de transport públic. Amb la posada en marxa de les ampliacions de les línies L2, L3 i L5 i l'entrada progressiva en servei de la L9, alguns barris ja han solucionat aquest dèficit, a continuació es detalla els barris on s'ha obert alguna estació durant aquesta dècada i els que encara no tenen metro.
| Nom barri                  | Districte      | Servei       | Estat                        | Any primer servei metro |
| -------------------------- | -------------- | ------------ | ---------------------------- | ----------------------- |
| Bon Pastor                 | Sant Andreu    | L9 i L10     | Operatiu                     | 2010                    |
| Can Baró                   | Horta-Guinardó | sense servei | Sense data d'execució        |                         |
| El Carmel                  | Horta-Guinardó | L5           | Operatiu                     | 2010                    |
| La Clota                   | Horta-Guinardó | sense servei | Sense data d'execució        |                         |
| El Coll                    | Gràcia         | L5           | Operatiu                     | 2010                    |
| La Font d'en Fargues       | Horta-Guinardó | sense servei | Sense data d'execució        |                         |
| La Marina de Port          | Sants-Montjuïc | L10          | Operatiu                     | 2018                    |
| La Marina del Prat Vermell | Sants-Montjuïc | L10          | Operatiu                     | 2018                    |
| Pedralbes                  | Les Corts      | sense servei | En estudi (Inici obres 2024) |                         |
| Les Roquetes               | Nou Barris     | L3           | Operatiu                     | 2008                    |
| Sant Genís dels Agudells   | Horta-Guinardó | L5           | Operatiu                     | 2010                    |
| La Teixonera               | Horta-Guinardó | L5           | Operatiu                     | 2010                    |

### Estacions

Solució Barcelona

Arreu del món s'ha anomenat com a solució Barcelona el mètode d'utilitzar tres plataformes o andanes a les estacions de metro de doble via en què en hora punta es produeix cert col·lapse a l'entrada i sortida dels passatgers. Amb la construcció d'una tercera andana central es permet que els passatgers de l'interior del tren baixin per l'andana central i els passatgers que estan a l'estació esperant l'arribada d'un tren puguin pujar per les andanes laterals. Això ajuda a rebaixar l'estada dels trens a les estacions i provoca una reducció del temps total del recorregut sense necessitat d'augmentar el material rodant que circula per una línia.
Força estacions de FGC a Barcelona tenen aquesta distribució d'andanes i habitualment l'andana central té escales mecàniques només de pujada, evitant així que la gent baixi a l'andana central per equivocació (com per exemple l'estació de Muntaner).
Les estacions de TMB habitualment tenen dues andanes laterals, per exemple l'estació de Rocafort. Les més noves de la L3 tenen una sola andana central, així poden ser més amples, com l'estació de Mundet. I algunes estacions de la L1 i L5 tenen tres andanes, com la de Fabra i Puig.

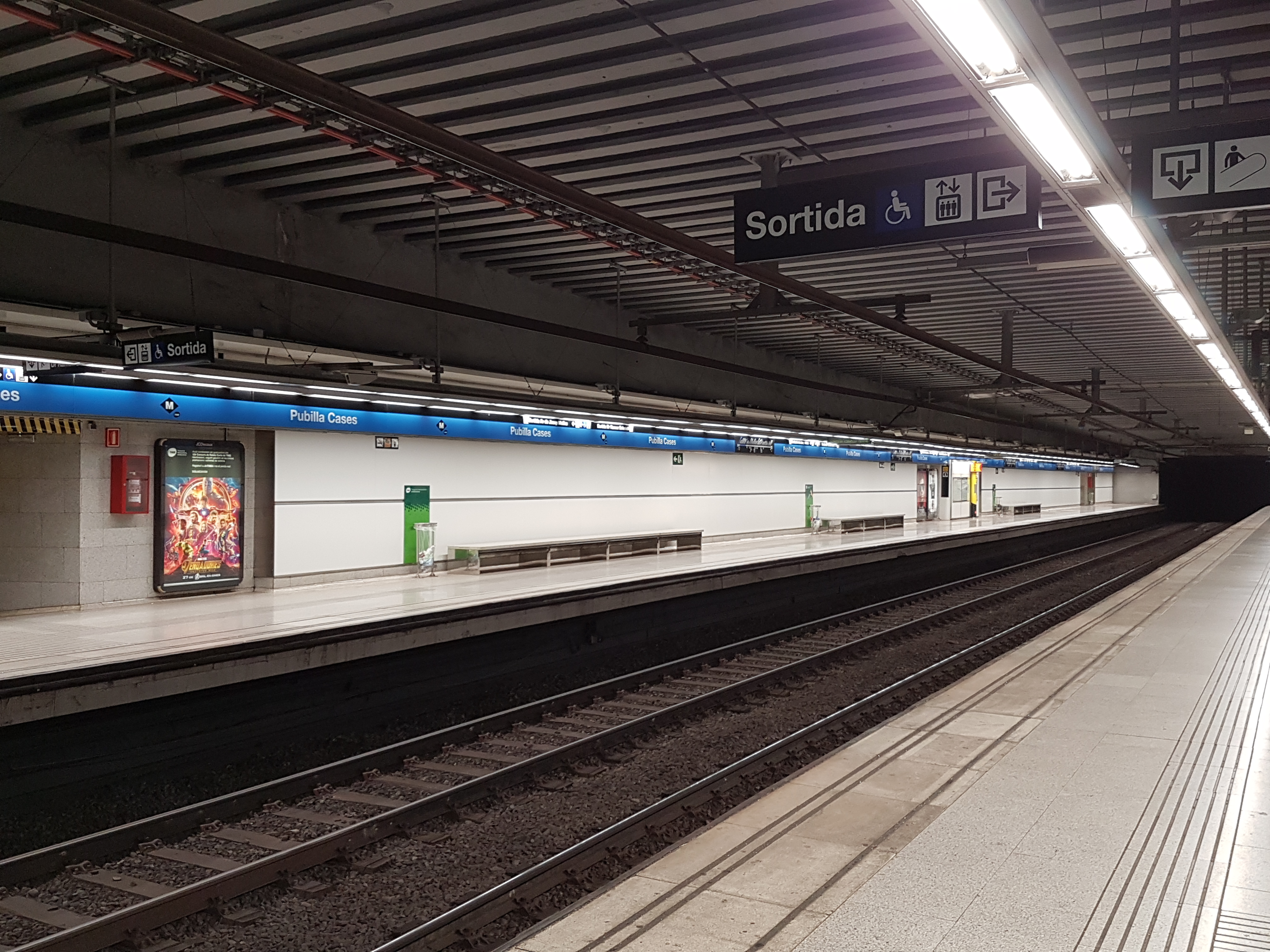
Andanes laterals de l'estació de Pubilla Cases de la L5
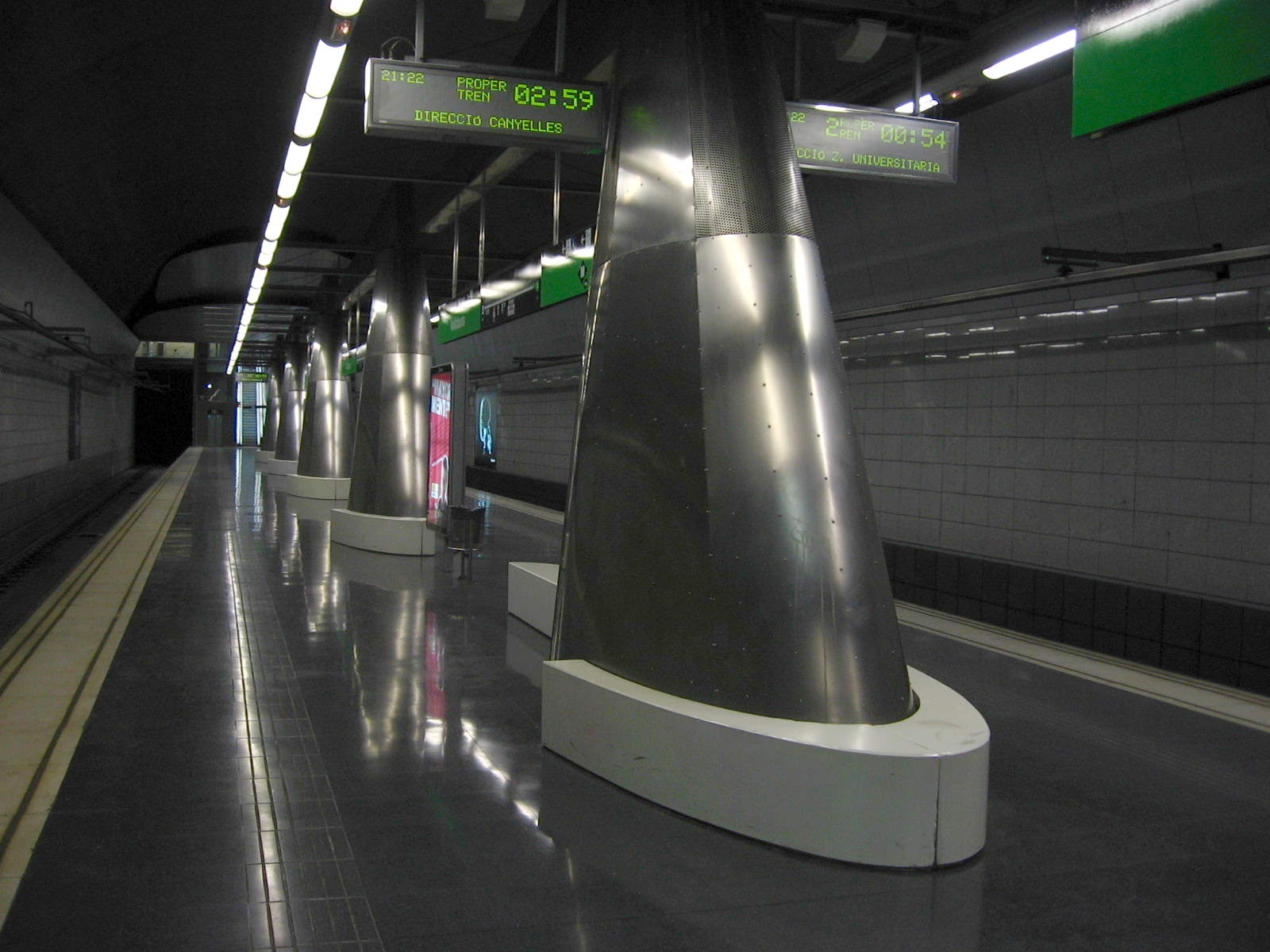
Anadana central de l'estació de Valldaura de la L3
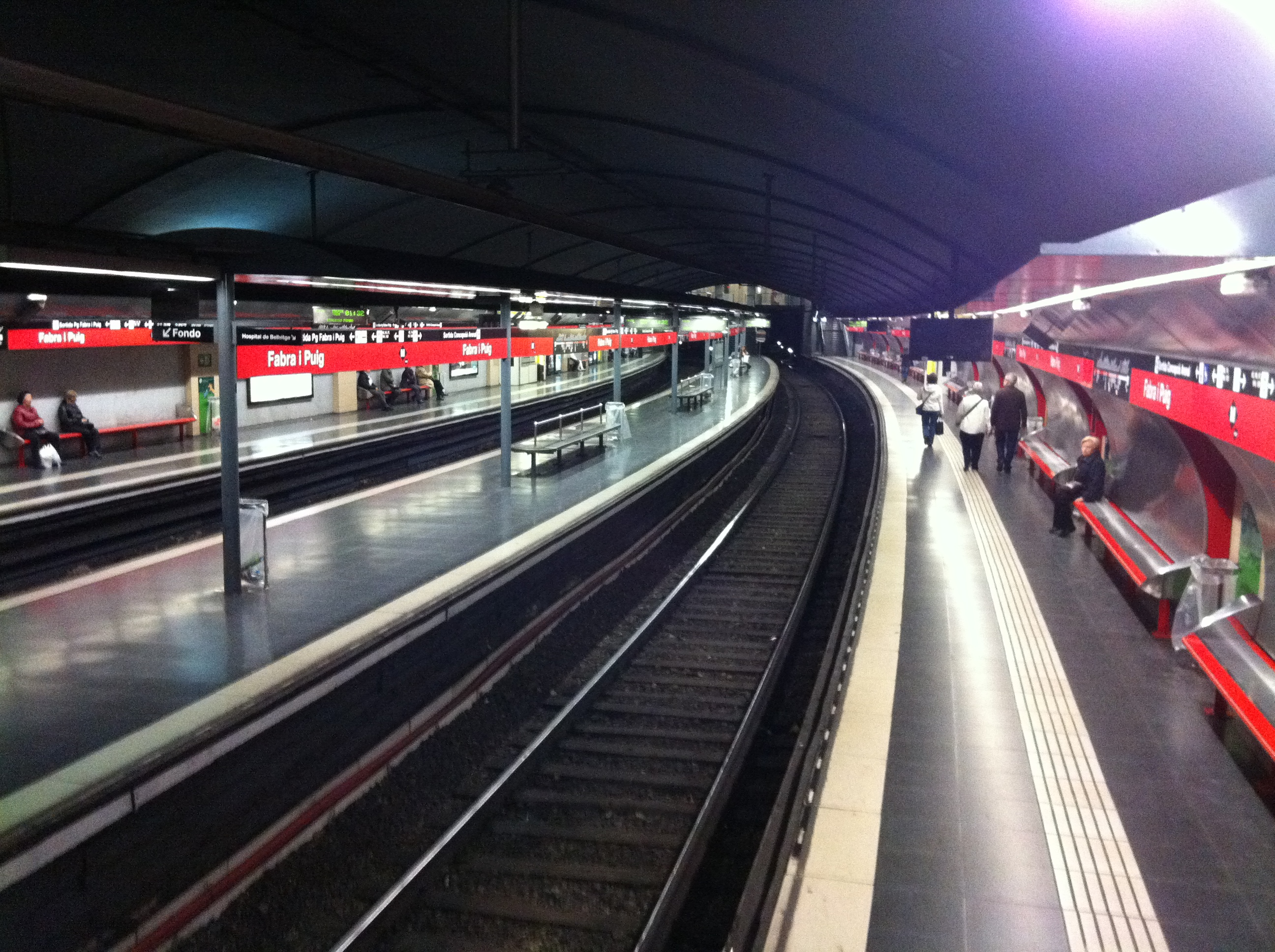
Triple andana a l'estació de Fabra i Puig de la L1

La majoria de línies no mantenen en totes les seves estacions una uniformitat en el disseny. Exceptuant les línies de FGC que tenen una arquitectura semblant i amb unes rajoles blanques característiques de la línia. Mentre que les línies de TMB solen tenir una arquitectura i disseny similar en els trams de les estacions que es van construir o reformar en un mateix període, però no al llarg de tota la línia.

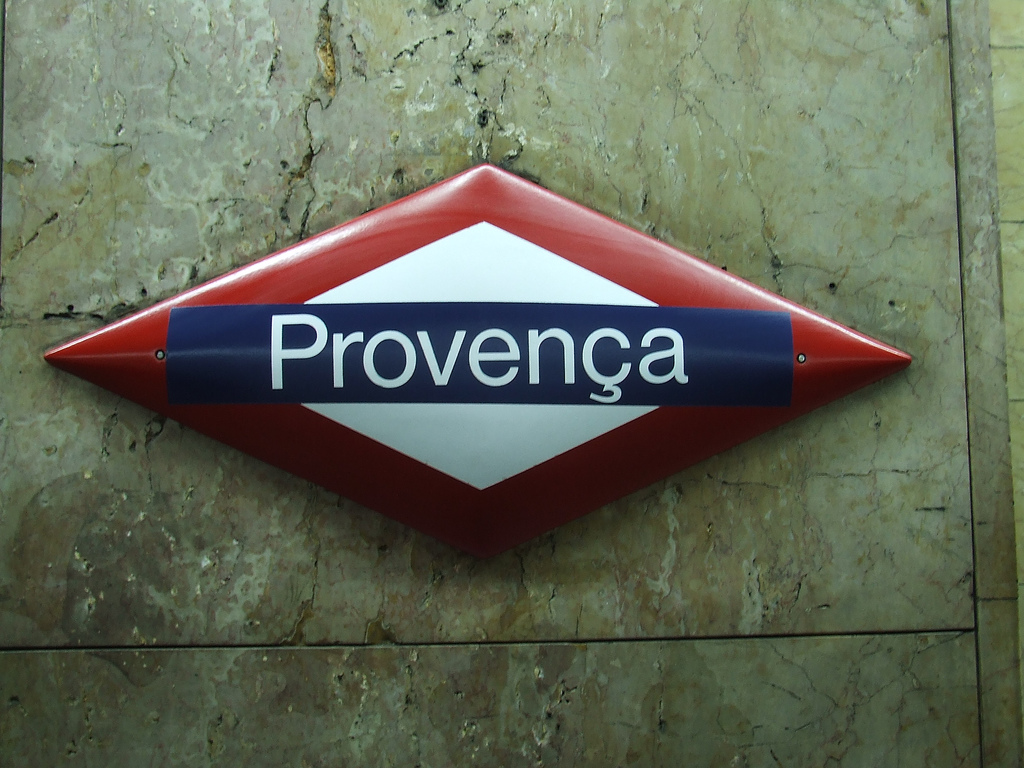
Cartell de FGC a Provença.

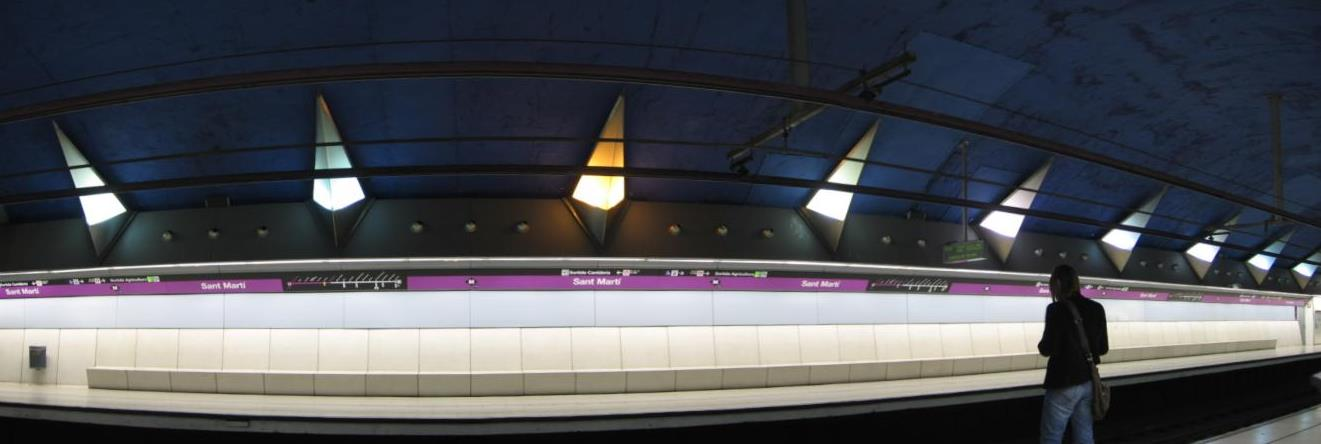
Cartell de TMB amb el nom de l'estació i el mapa

A les andanes de les estacions de FGC es pot veure diversos cartells en forma de rombe amb el fons blanc, el contorn vermell i una barra blava amb el nom de l'estació al damunt. TMB en canvi utilitza un cartell de punta a punta de l'estació del color de la línia amb un mapa de la línia que es va repetint diverses vegades i entre mapa i mapa el nom de l'estació en gran i el símbol també en forma de rombe amb una M de metro.
Als accessos de metro s'hi pot trobar un cartell damunt un pal. El cartell és un prisma triangular amb el símbol del rombe vermell de TMB i/o el símbol taronja de FGC.
Als vestíbuls de TMB i FGC hi ha expenedores automàtiques de bitllets. A les línies de TMB encara hi ha les taquilles de venda manual tot i que actualment s'ha deixat de banda aquest servei i el personal s'ha destinat a l'atenció al públic al mateix vestíbul, però fora de la taquilla.

### Accessibilitat

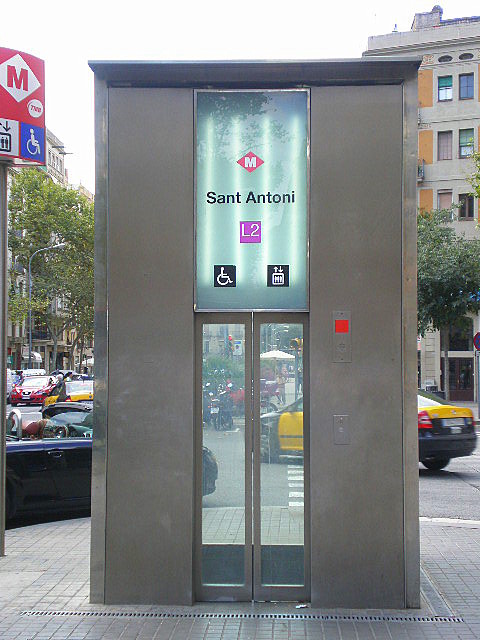
Ascensor de Sant Antoni

Com a conseqüència de l'aprovació del Codi d'Accessibilitat mitjançant el Decret 135/1995 de 24 de març l'any 2006, tota la xarxa de metro i ferrocarril suburbà ha d'ésser accessible a les persones amb mobilitat reduïda, i nombroses estacions estan essent adaptades amb la instal·lació d'ascensors en almenys un dels seus accessos i adaptant les andanes a l'altura de les portes dels combois.
A la xarxa de TMB són 153 (92%) les estacions que estan equipades per persones amb mobilitat reduïda. Actualment estan en obres d'adaptació les estacions d'Espanya i Maragall.
La xarxa de FGC actualment arriba al 100% d'adaptació de les estacions de la xarxa metropolitana. Per això FGC va ser distingida amb diferents premis i està adherida al programa europeu de "Disseny per a tothom". Això es tradueix en l'adaptació sistemàtica de totes les instal·lacions i els equipaments de nova construcció o que s'hagin de sotmetre a una remodelació integral.

### Material rodant
El Ferrocarril Metropolità de Barcelona està compost per un total de 171 trens, composts de cinc carruatges a excepció de 3 trens de la línia 11 de dos carruatges. L'edat mitjana dels trens és de 16 anys. La majoria de trens disposen de vagons interconnectats que permeten una distribució òptima del passatge. El 100% de la flota de metro gaudeix de sistema d'aire condicionat.

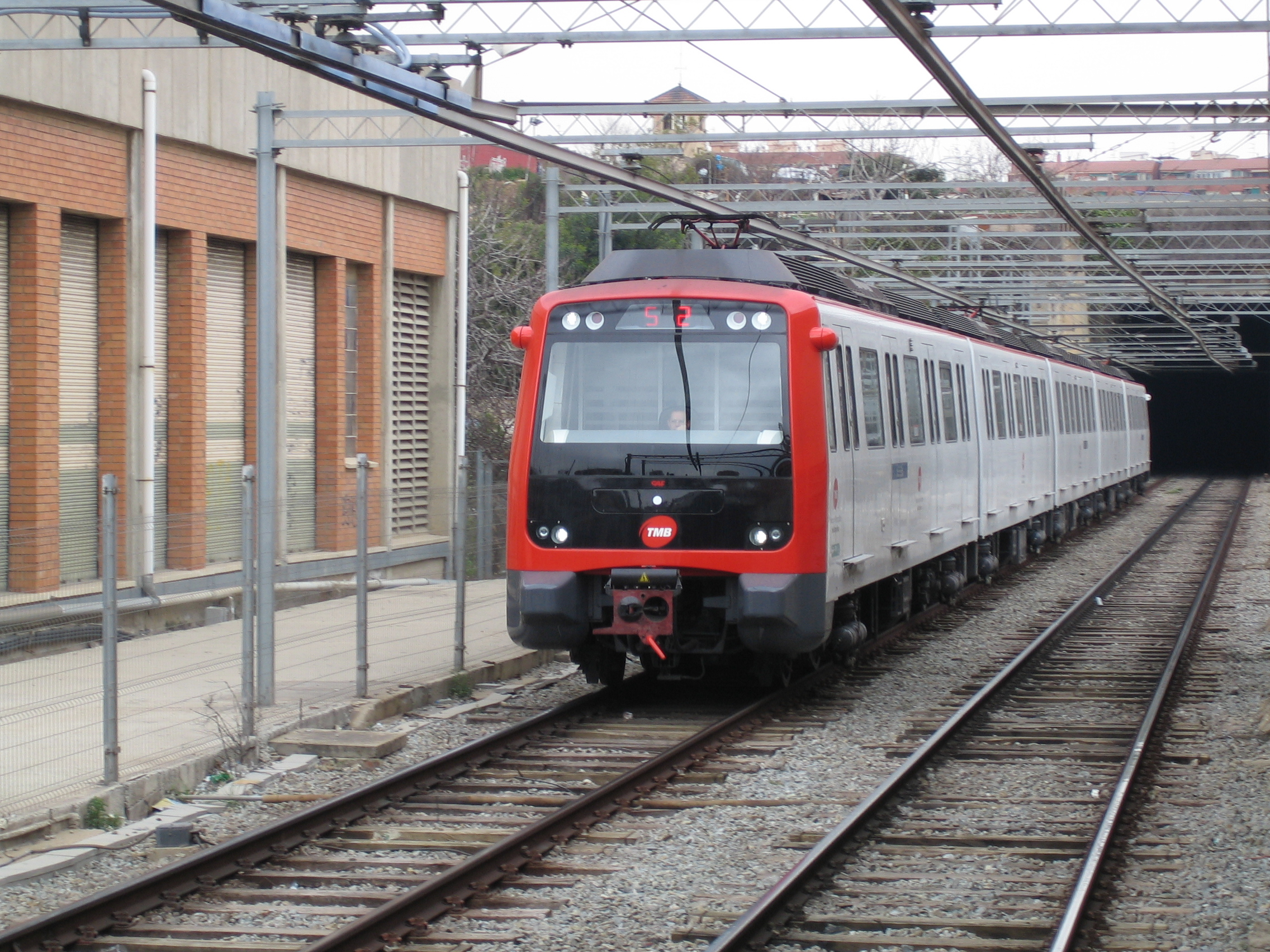
Línia 1: 6000 i 8000. A diferència de la resta són d'ample de via ibèric (1.674 mm). Els 6000 són la versió d'ample ibèric de la sèrie 5000 que circula per la L3 i L5. Des del juliol de 2023 han començat a posar-se en marxa els trens de la sèrie 8000, que substituiran els 4000.
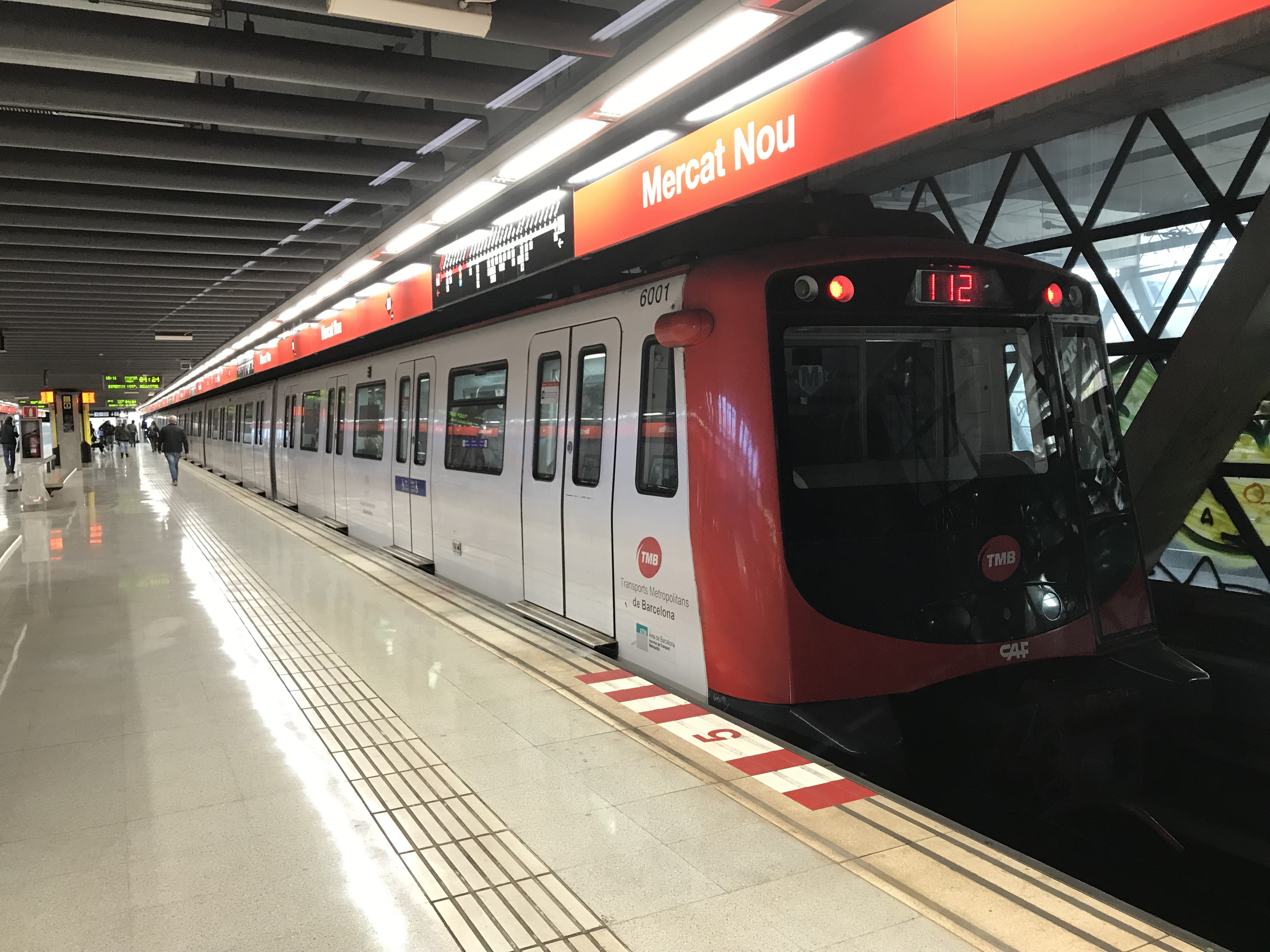
Línia 2: sèrie 9000. Fins al 2007 hi havien circulat trens de la sèrie 2100 que ara es troben a la L4.
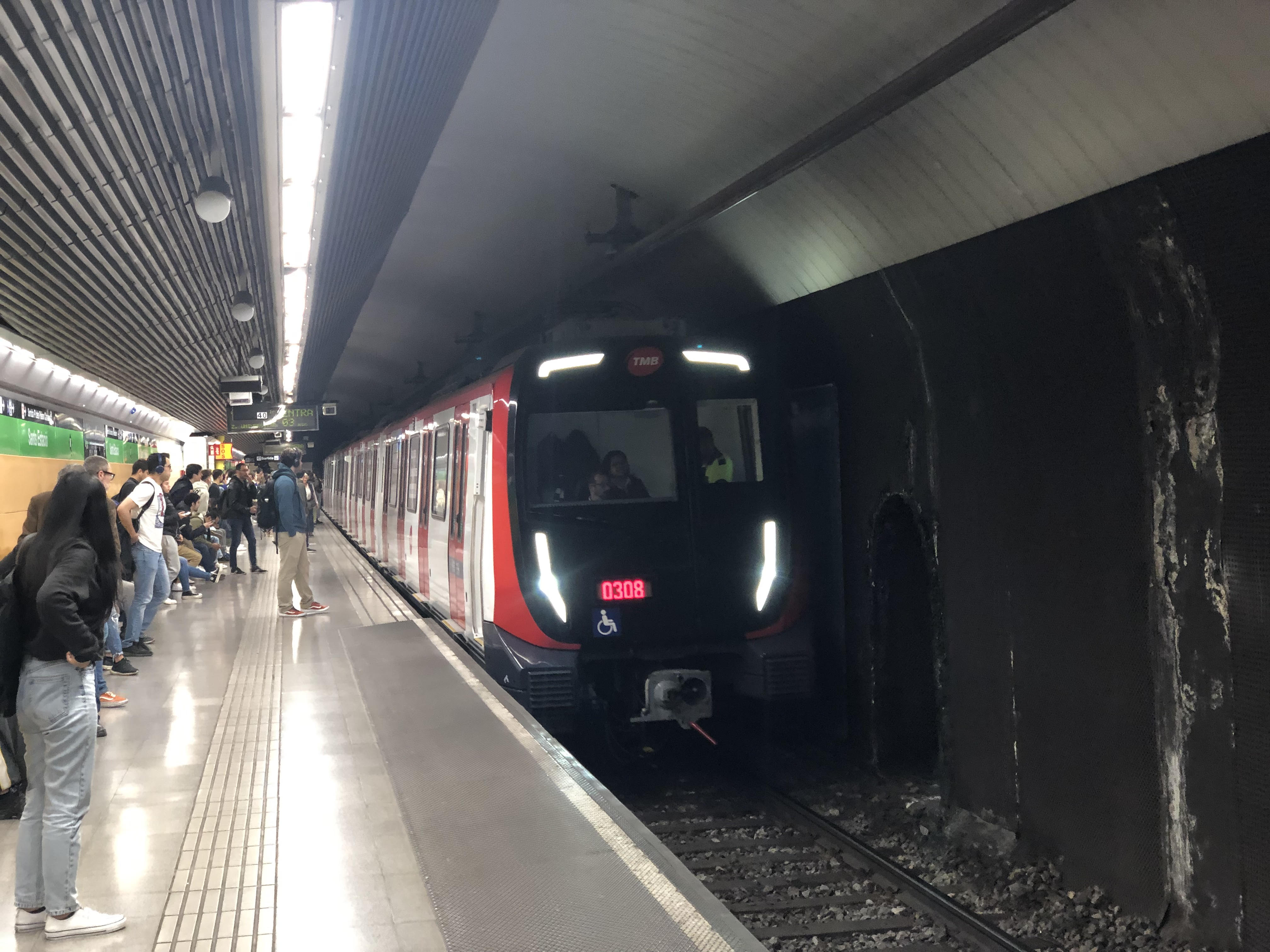
Línia 3: 2000, 5000 i 7000. Els 2000 provenen de la L2. La sèrie 7000 substituirà progressivament els trens de les sèries 2000 i 3000.
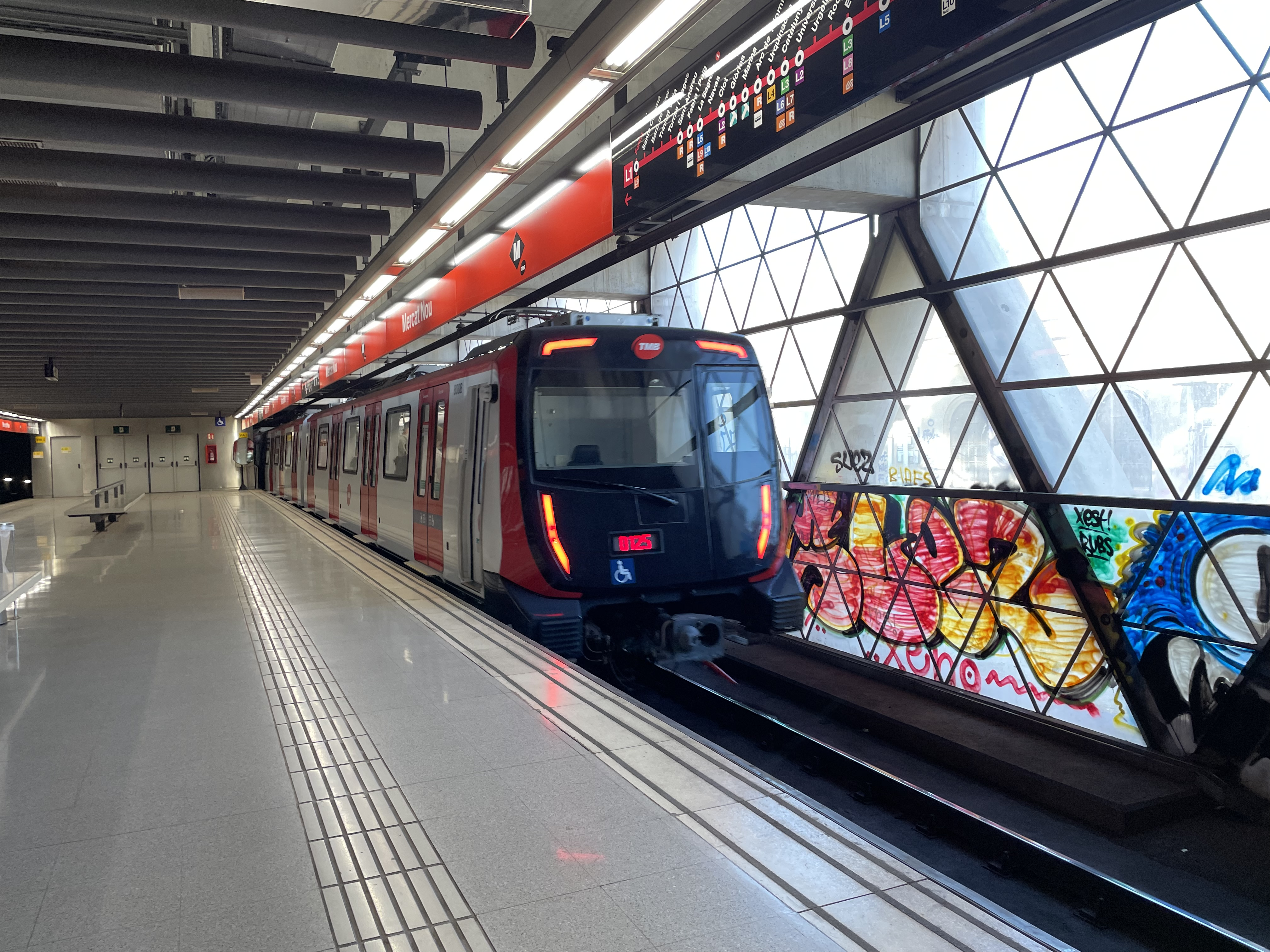
Línia 4: 2100 i 9000. Abans de traspassar les 2100 de la L2 circulaven principalment trens de la sèrie 1100, retirats el juny de 2008.
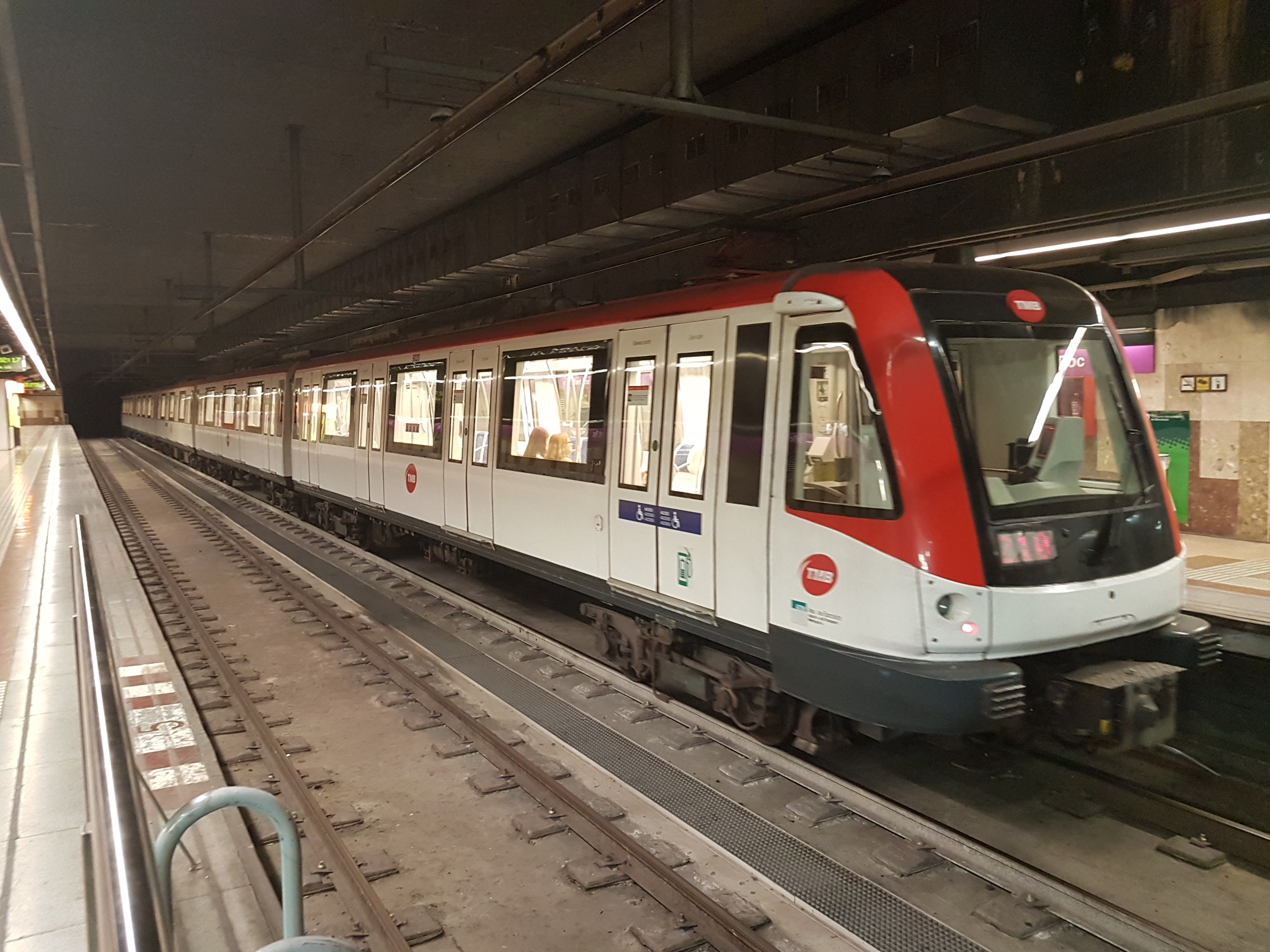
Línia 5: sèrie 5000, és l'única sèrie que circula per la línia des del 2007 quan es va substituir les últimes unitats de la sèrie 1000.

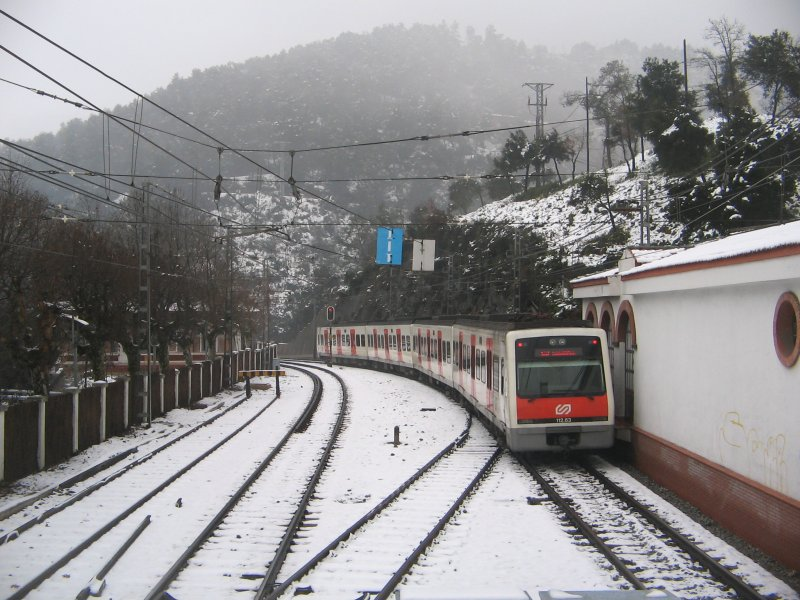
Línia 6: sèrie 113. En algunes ocasions es fa el servei amb trens de la sèrie 112.
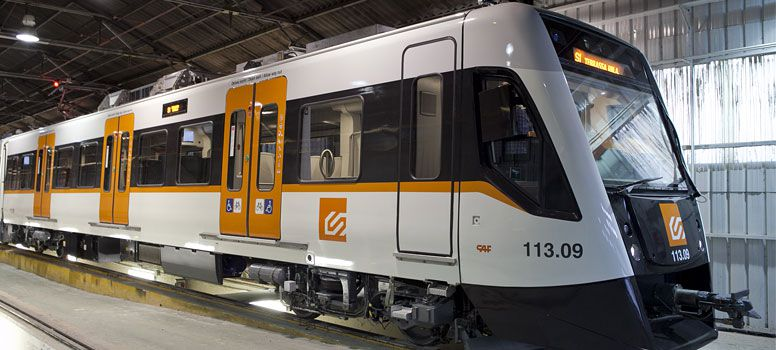
Línia 7: sèrie 114. Les sèries 112 i 113 no hi poden circular per problemes de gàlib. Van substituir progressivament la sèrie 111 a des de la fi de l'any 2014.
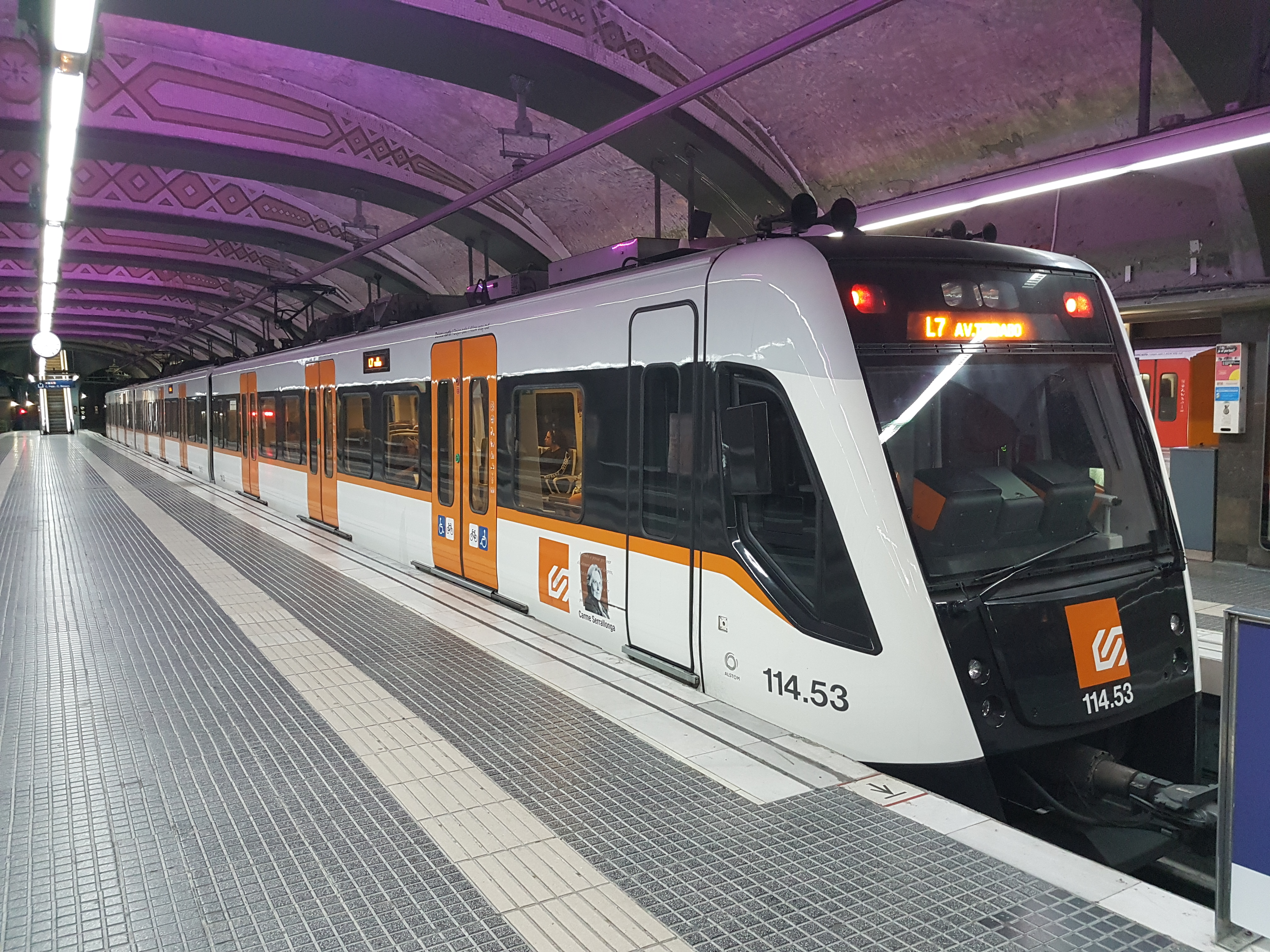
Línia 8: sèrie 213.
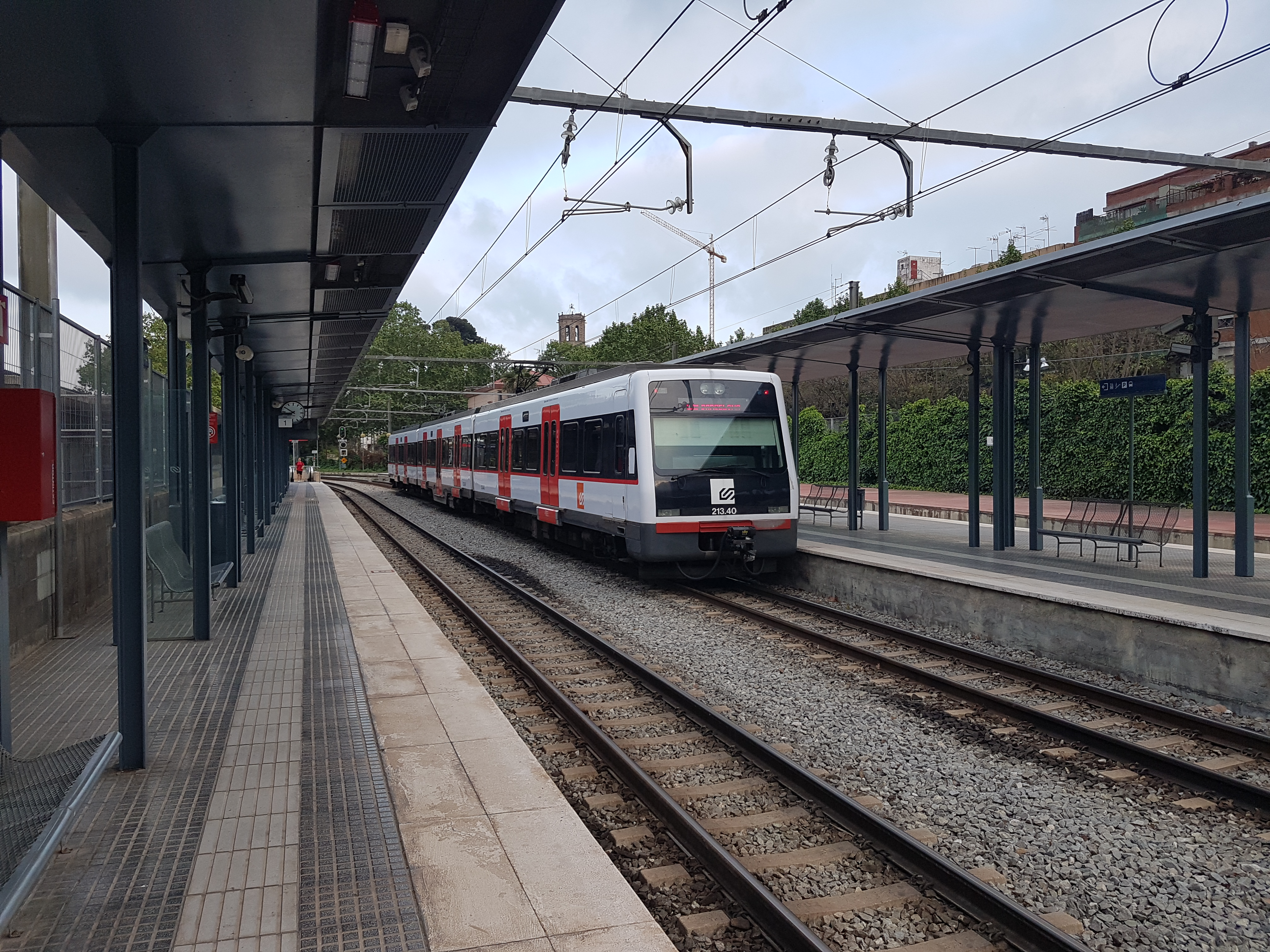
Línia 9 i Línia 10: sèrie 9000, la mateixa sèrie de la L2 però conduïts sense conductor.
- Línia 11: sèrie 500, tren catalogat com a metro lleuger.
- Línia 12: sèrie 113.

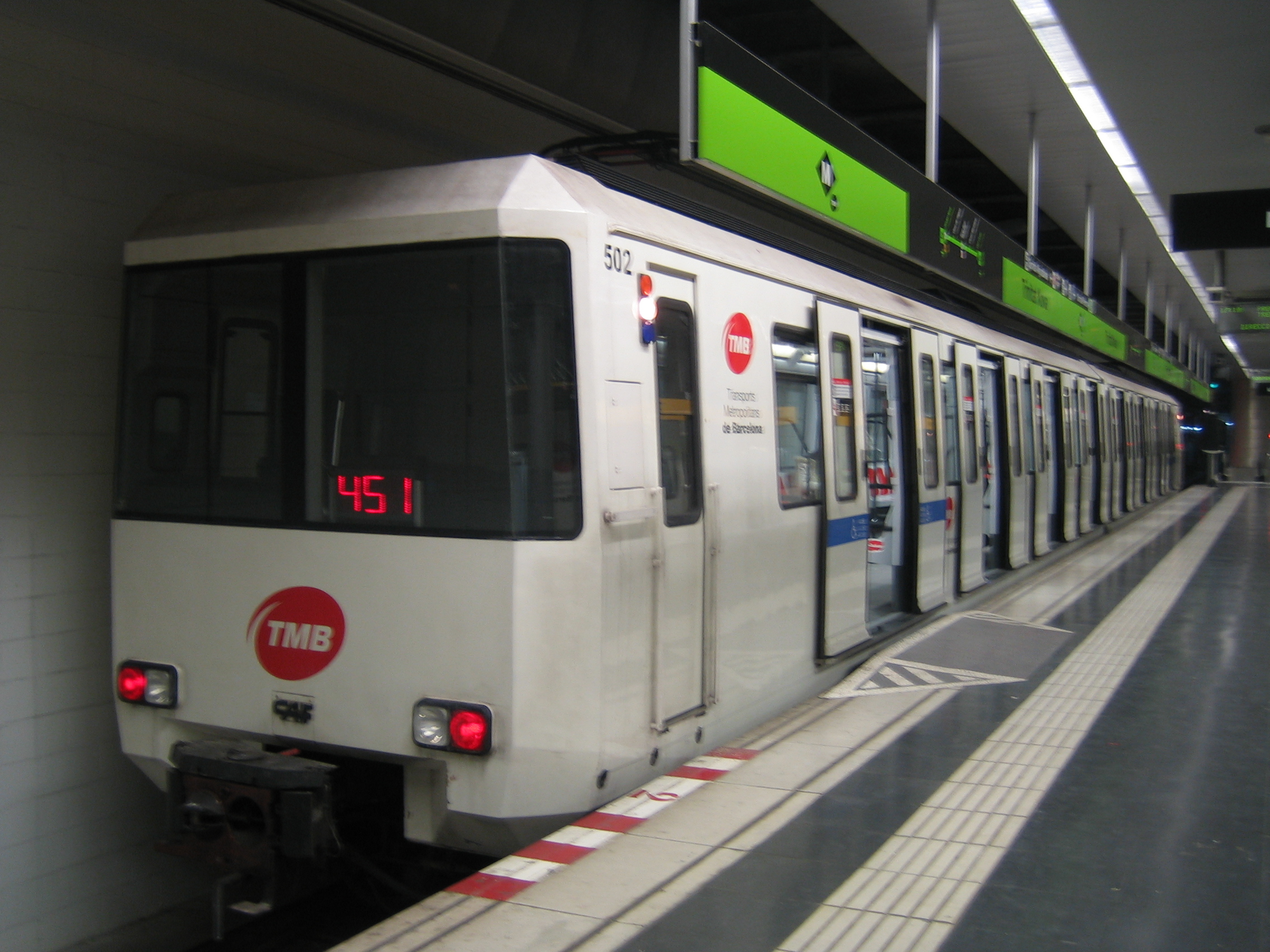
Sèrie 500
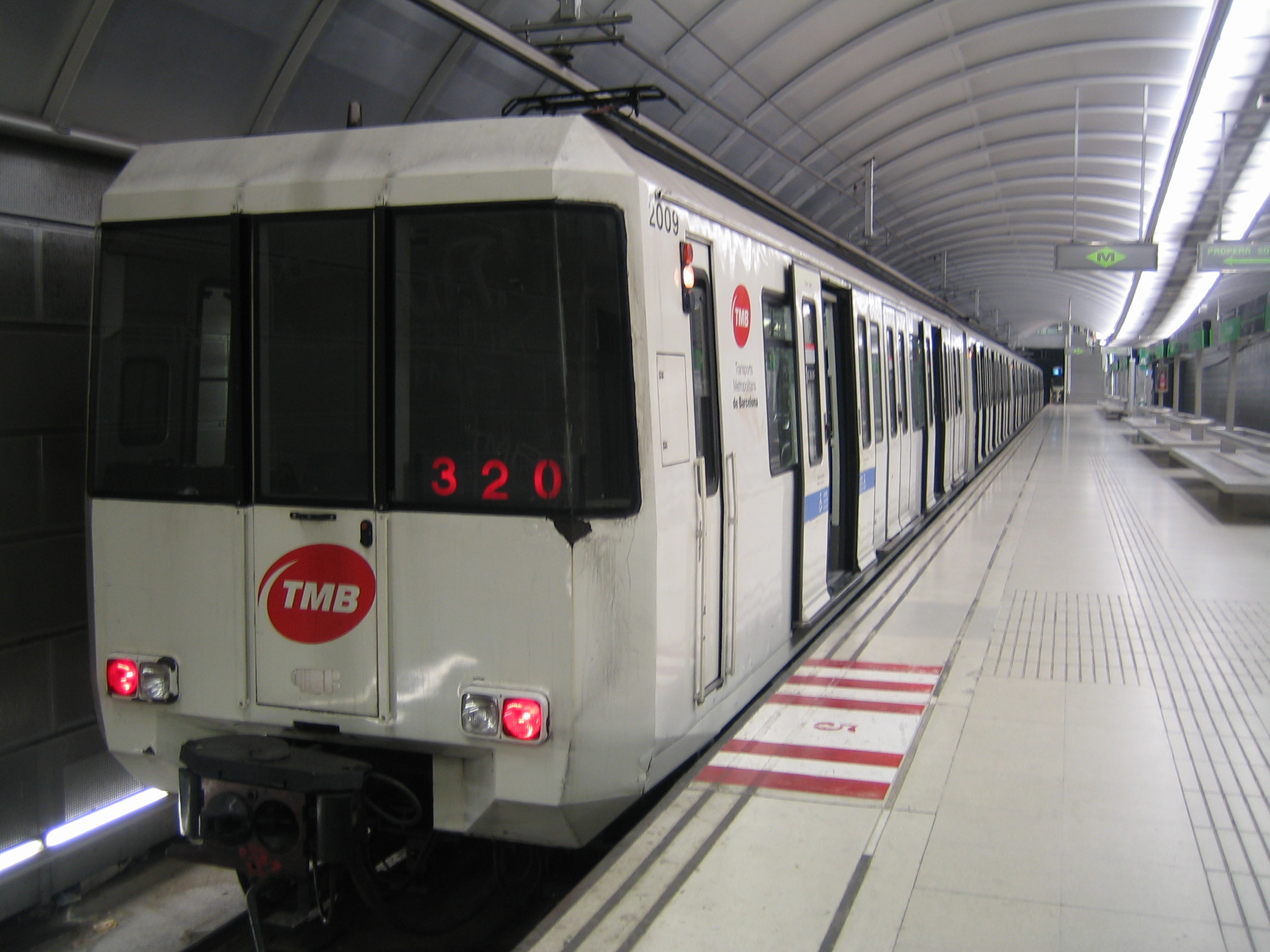
Sèrie 2000
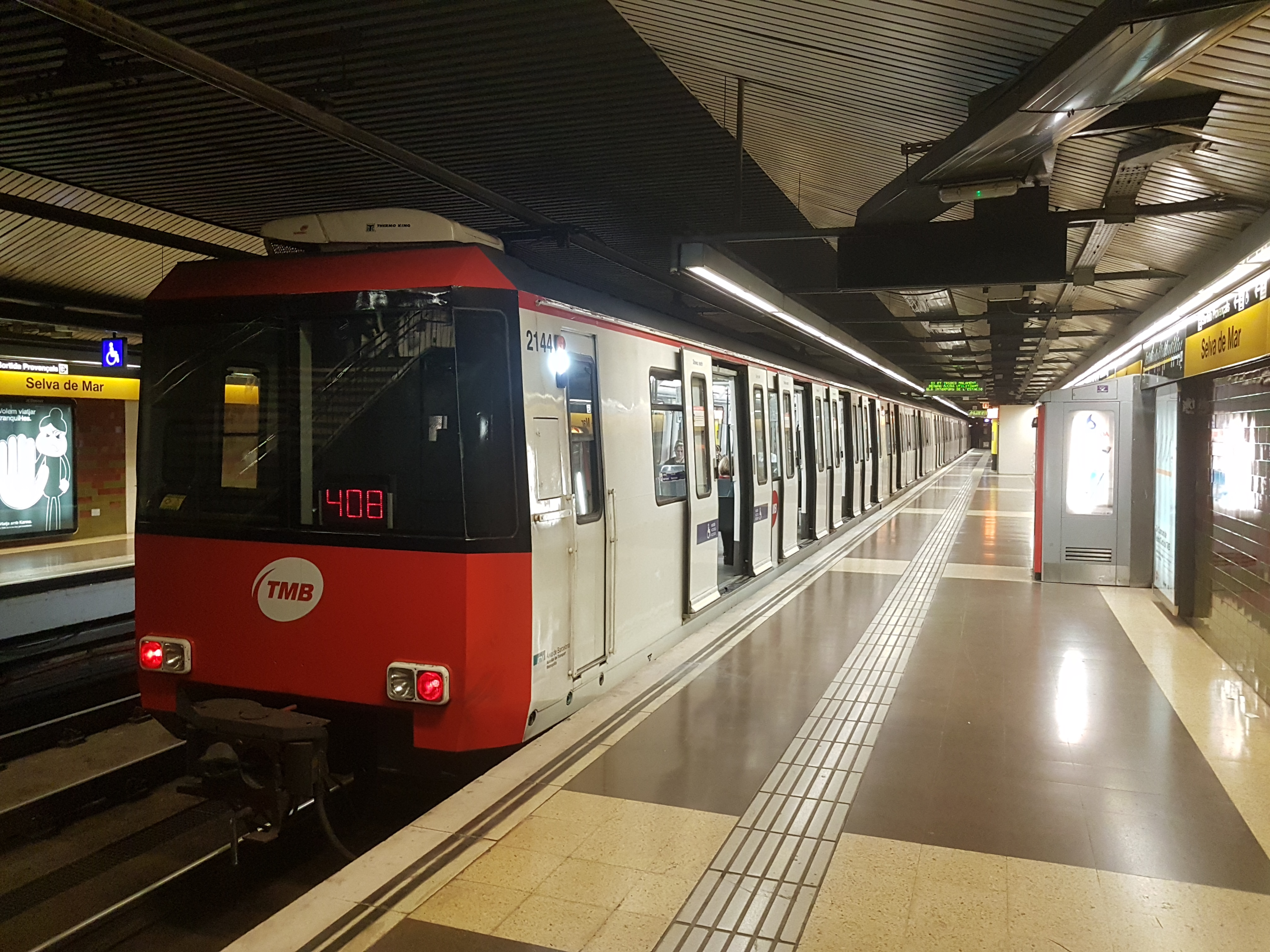
Sèrie 2100
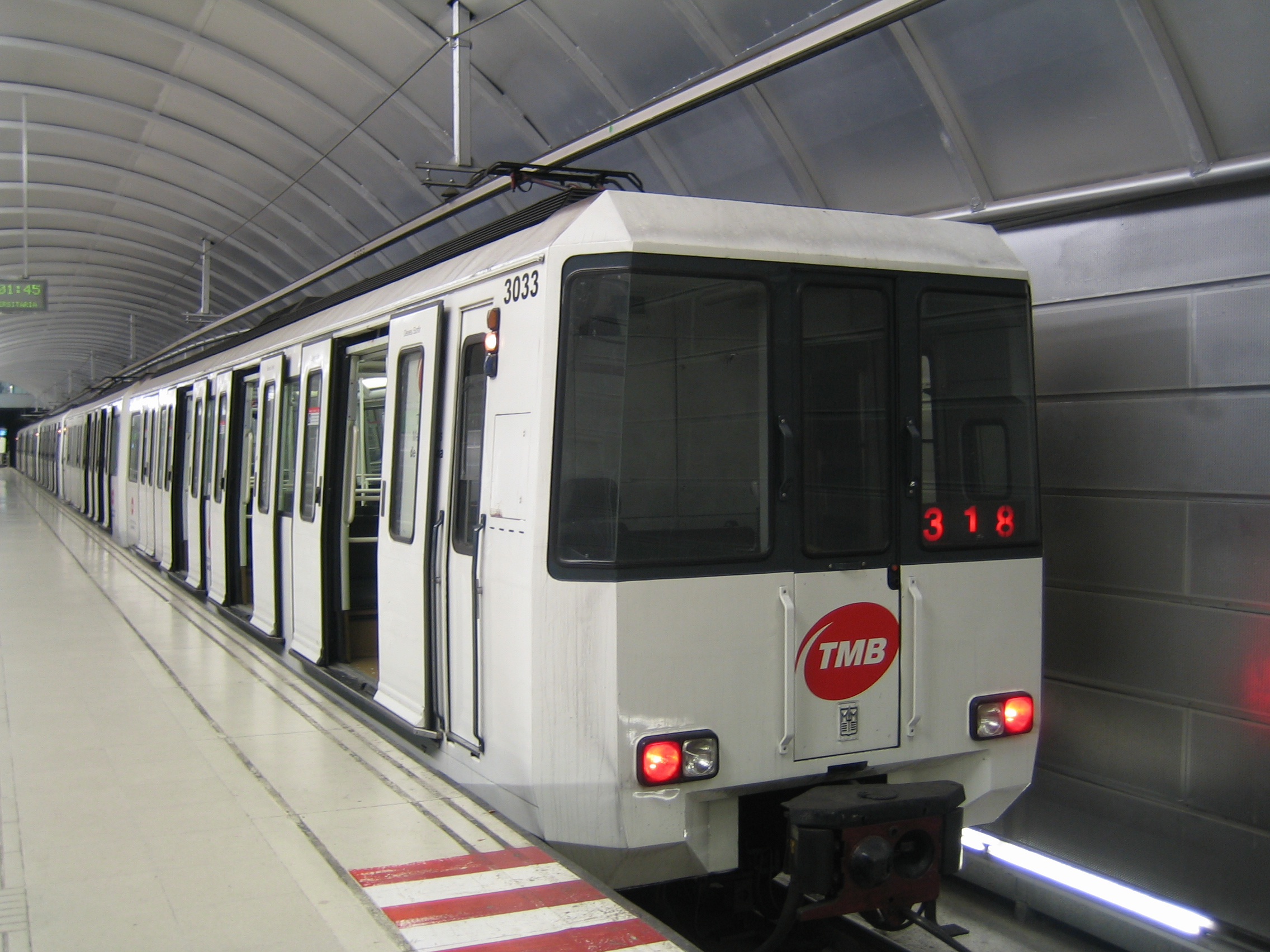
Sèrie 3000
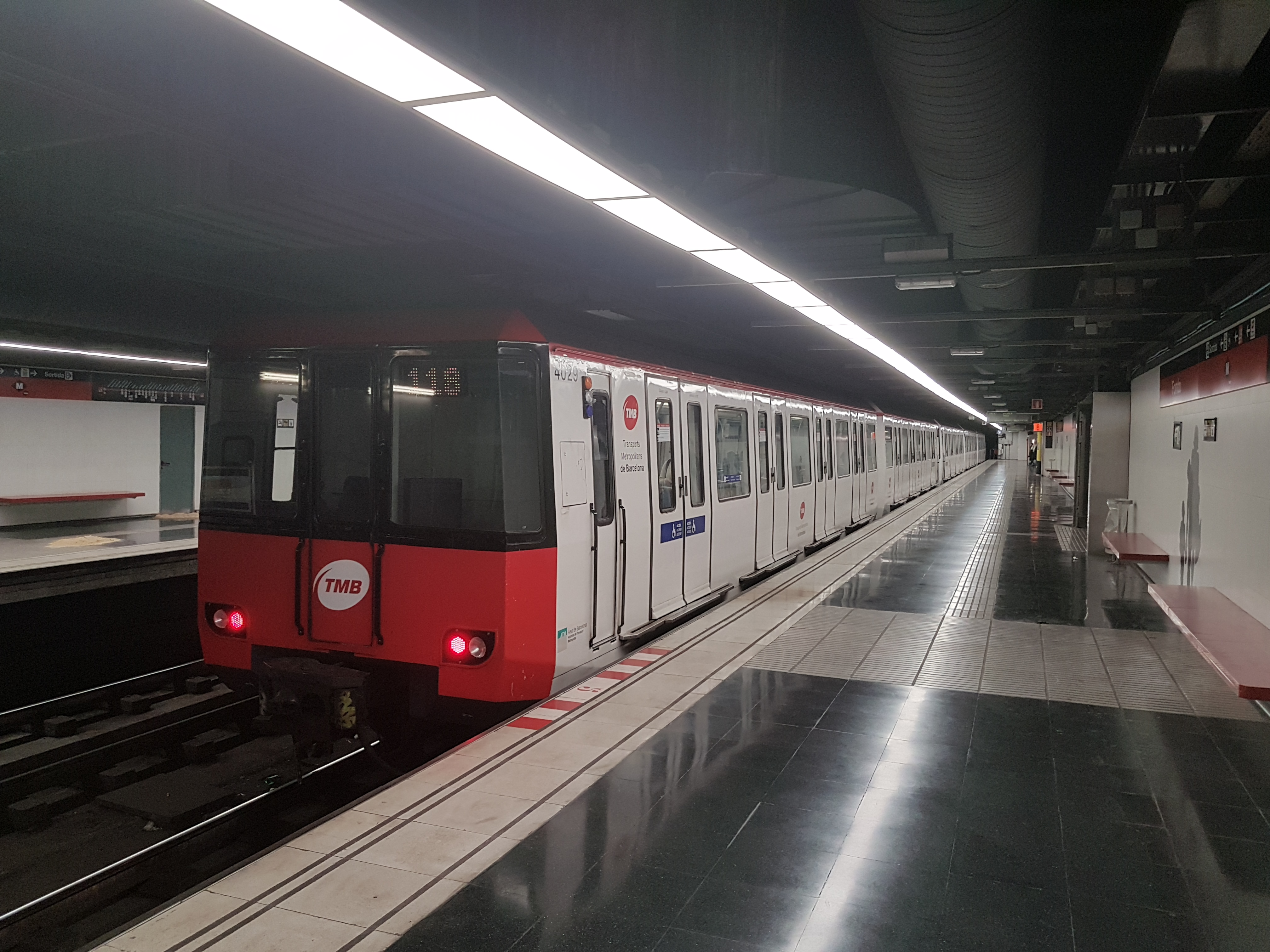
Sèrie 4000

- Sèrie 5000
- Sèrie 6000
- Sèrie 7000
- Sèrie 8000
- Sèrie 9000

- Sèrie 112
- Sèrie 113
- Sèrie 114
- Sèrie 213

#### Conducció automàtica
Actualment, hi ha tres línies que funcionen amb trens de conducció automàtica, controlat des del Centre de Control de Metro de Barcelona. Aquestes línies són la L9, des del 13 de desembre de 2009, la L10, des del 18 d'abril de 2010, i la L11, des del 15 de desembre de 2009. A la L2 el Departament de Política Territorial i Obres Públiques va fer proves de conducció automàtica de trens durant sis mesos, entre el 2007 i 2008, al tram Clot - la Pau. Les proves, que van servir com a banc de proves per a la L9, van permetre comprovar la viabilitat del sistema.

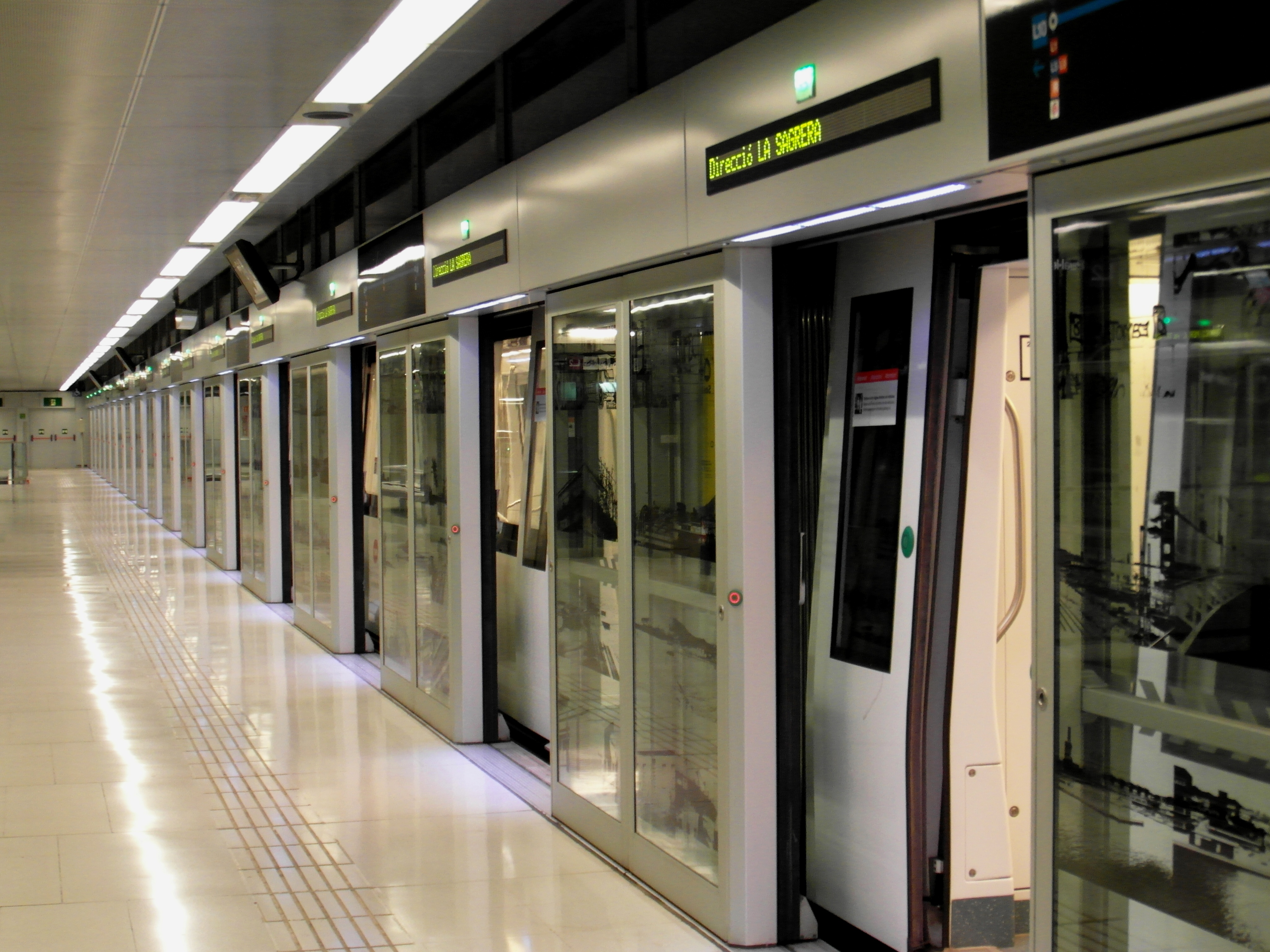
Portes de separació entre la via i la andana.

Els trens que funcionen de forma automàtica són els de la sèrie 500 (L11) i els de la sèrie 9000 (L9 i L10), que també circulen per la L2 i L4 però de forma manual. La L9 i L10 han estat automàtiques des del principi, i en el futur s'automatitzarà també la L2, que es perllongarà des de Sant Antoni fins a enllaçar amb el tram de la L9 de Parc Logístic - aeroport del Prat.
Amb la construcció de la línia 9 s'ha posat en funcionament la conducció automàtica dels trens i amb això la desaparició dels conductors en aquesta línia i la implementació progressiva a la resta de les línies on s'han efectuat proves de conducció automàtica. Tot i no disposar de conductors, ja que és automàtica, a cada tren hi ha la presència d'un Tècnic d'Operació de Línies Automàtiques (TOLA) que té dues funcions, l'atenció al client i la recuperació de la conducció del tren en cas de fallida.
Però la història de la conducció automàtica al Metro de Barcelona es remunta al 1961 amb un sistema pioner al món desenvolupat pels mateixos tècnics del Metro de Barcelona, i es creu que el primer tram de la Línia 5 (llavors Línia II) va ser el primer ferrocarril metropolità amb conducció automàtica, o almenys un dels primers del món, amb una tecnologia avançada per l'època. El sistema es basava en el contacte de cèl·lules fotoelèctriques que permetia que al tren no hi fes falta conductors. A causa de la desconfiança de la gent, l'empresa es va veure obligada a posar un agent a la cabina de conducció que limitava a deixar-se veure per tranquil·litzar els passatgers. Aquest sistema s'abandonà quan el tram Sagrera- Vilapicina de la LII s'ajuntà amb el tram Sant Ramon - Camp de l'Arpa de la LV i s'afegiren a la circulació de la línia els trens de la sèrie 1000.

## Viatges

### Bitllets

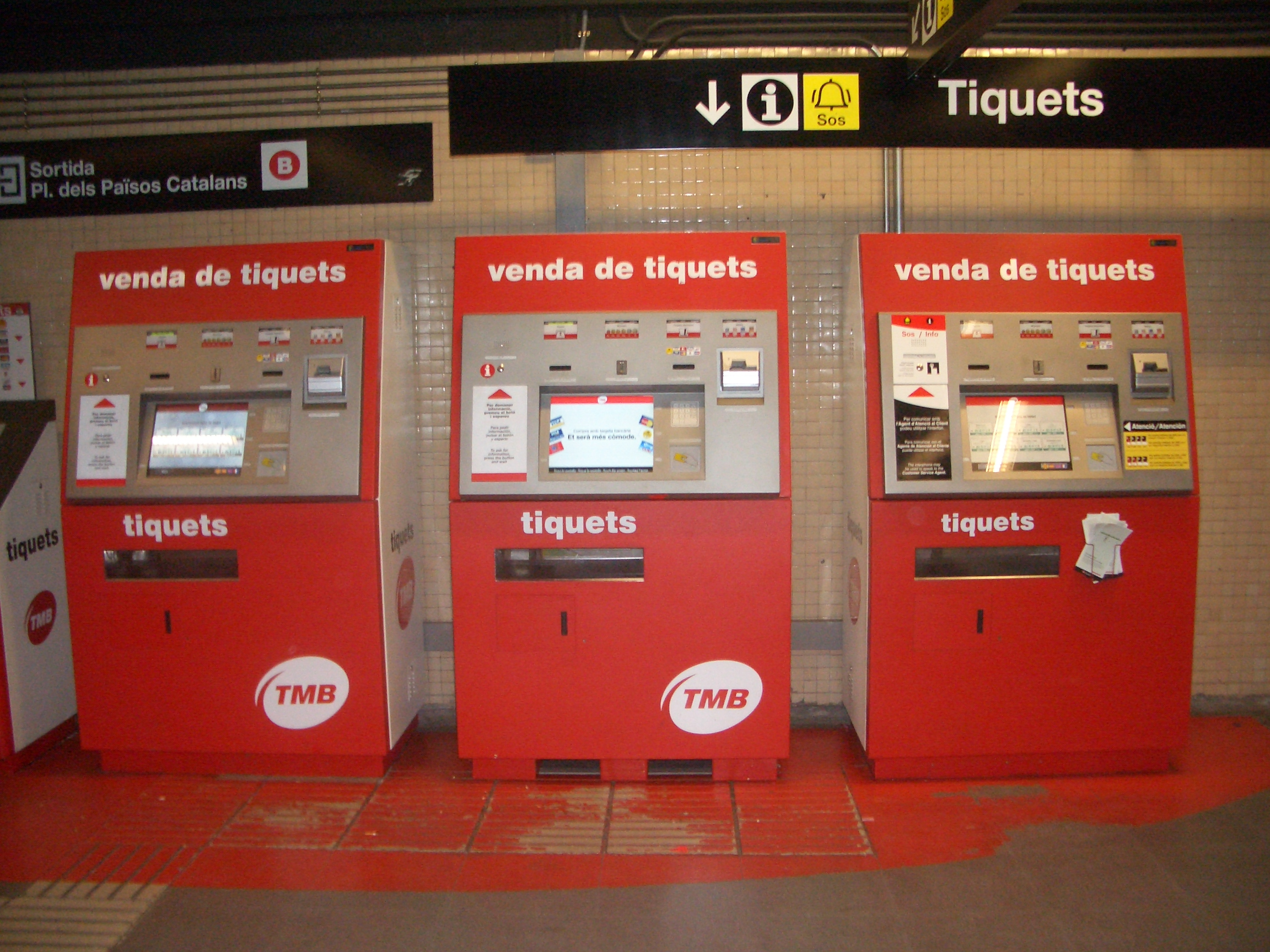
Màquines de venda de bitllets.

Des del 2001 el metro es troba integrat en el sistema tarifari de l'Autoritat del Transport Metropolità (ATM), des del 2009 també conegut com a ATM Àrea de Barcelona. Aquests ens és un consorci encarregat de la planificació d'infraestructures i serveis, relacions amb operadors i ordenació de les tarifes, entre d'altres. L'existència d'aquest organisme permet viatjar amb un mateix bitllet i fer transbord entre línies del metro de diferents operadors, enllaçar amb altres mitjans de transport com rodalies Barcelona, altres FGC, tramvia i autobusos urbans i interurbans.
La totalitat de la xarxa de metro es troba en la zona 1 de l'ATM, és a dir que el preu del bitllet no varia dins d'aquesta zona però per a fer transbord amb mitjans de transport que vagin més enllà d'aquesta zona es necessita un bitllet de la zona a la qual et dirigeixes.
Hi ha fins a set títols de transport o bitllets integrats: bitllet senzill, T-Casual, T-Usual, T-Familiar, T-Jove, T-Dia, T-16, T-Grup. Tots ells amb diferents preus decidits per l'ATM, amb una durada determinada i una quantitat de viatges diferents. El transbord amb alguns mitjans de transport com el telefèric de Montjuïc o el Tramvia Blau no és integrat i, per tant, l'operadora, en aquest cas TMB en posa els preus.

### Tarifes
Des de l'1 de gener del 2025 el preu del bitllet senzill de metro és de 2'65 euros per una zona. La targeta T-Casual, que permet fer 10 viatges en metro i altres mitjans de l'àrea metropolitana, costa 12,55 i la targeta T-Usual amb nombre i·limitat de viatges durant 30 dies costa 22 euros, sempre per una zona, sent més elevats quan hi ha canvis de zona.
El juliol de 2022 el consell d’administració de l’ATM va aprovar reduir fins a un 50% el preu dels abonaments integrats de transport públic, deixant la T-Usual temporalment a 20 euros i la T-Casual a 7,95 €.
A més pels menors de 25 anys hi ha la T-Jove, amb un nombre il·limitat de viatges durant 90 dies. Amb la rebaixa el cost és de 40 euros per a una zona. Sense la bonificació actual, el preu de cada abonament és del doble. La reducció del 50% del seu preu fins a finals d'any està subvencionada, en més o menys grau, pel govern espanyol, per la Generalitat i per l'Ajuntament de Barcelona. Hi ha altres tarifes aplicables als menors de 16 anys, famílies monoparentals i nombroses i per a persones en situació d'atur.

### Passatgers

Demanda per estació durant l'any 2023

El 2021 el Metro de Barcelona va transportar 306,7 milions de persones (278,2 corresponen a FMB i 28,5 als serveis urbans de FGC) cosa que els situa entre les 40 xarxes de metro més freqüentades al món
El 2009 els inspectors del metro van comprovar el bitllet a quasi cinc milions de passatgers amb el resultat que unes 55.000 no el portaven, això representa que un 1,1% dels usuaris agafaven el metro sense pagar, és a dir, 13.000 cada dia.
| Any  | Viatges amb FMB | Viatges amb FGC | Viatges totals |
| ---- | --------------- | --------------- | -------------- |
| 1996 | 269,0           | 18,6            | 287,6          |
| 1997 | 259,1           | 18,2            | 277,3          |
| 1998 | 280,9           | 20,4            | 301,3          |
| 1999 | 286,7           | 29,0            | 315,7          |
| 2000 | 294,1           | 31,8            | 325,9          |
| 2001 | 305,1           | 36,8            | 341,9          |
| 2002 | 322,0           | 40,1            | 362,1          |
| 2003 | 332,0           | 41,0            | 373,0          |
| 2004 | 343,3           | 43,0            | 386,3          |
| 2005 | 345,3           | 41,9            | 387,2          |
| 2006 | 353,4           | 43,2            | 396,6          |
| 2007 | 366,4           | 43,2            | 409,6          |
| 2008 | 376,4           | 45,0            | 421,4          |
| 2009 | 361,7           | 44,1            | 405,8          |
| 2010 | 381,2           | 43,2            | 422,4          |
| 2011 | 389,0           | 43,1            | 432,1          |
| 2012 | 373,5           | 39,0            | 412,5          |
| 2013 | 369,9           | 39,4            | 409,5          |
| 2014 | 375,7           | 40,5            | 416,2          |
| 2015 | 385,0           | 41,5            | 426,5          |
| 2016 | 381,5           | 41,1            | 422,6          |
| 2017 | 390,40          | 41,4            | 431,8          |
| 2018 | 407,5           | 41,9            | 449,4          |
| 2019 | 411,9           | 44,4            | 456,3          |
| 2020 | 217,9           | 22,4            | 240,3          |
| 2021 | 278,2           | 28,5            | 306,7          |
| 2022 | 371,7           | 36,6            | 408,3          |
| 2023 | 440,1           | 42,3            | 482,4          |

### Seguretat
Des de l'any 2010 els mitjans de comunicació locals i internacionals s'han fet ressò del gran nombre de robatoris que tenen lloc al suburbà barceloní de FMB. Aquell mateix any els Mossos d'Esquadra publicaren haver rebut fins a 60 denúncies diàries per robatoris al metro, sobretot a la L3 i a l'estiu L4, i l'any 2011 uns 150 robatoris al dia amb un total de 3.700 furts el primer trimestre. Segons la cancelleria nipona, un de cada tres japonesos que havien visitat Barcelona havien estat víctimes de robatori al metro.
El juliol del 2011 es va iniciar un dispositiu conjunt entre la Guàrdia Urbana de Barcelona i els Mossos d'Esquadra perquè hi hagués presència policial al metro, uns 85 Mossos diàriament segons la Conselleria d'Interior. Nogenysmenys, aquesta dada no disminuí al llarg de la dècada del 2010: fins a un terç dels robatoris perpetrats a Barcelona tenien lloc a la xarxa de metro a data del 2019. L'actuació d'entre uns 80 i 100 carteristes diaris i el fet que fins a un 36% de les dones usuàries de Metro hagués reportat haver-s'hi sentit assetjada, feu incrementar la sensació d'inseguretat i fomentà l'aparició de fins i tot algunes patrulles ciutadanes.
Malgrat que la xifra de robatoris minvà dràsticament (vora un 80%) arran de la pandèmia de COVID-19, entre el 2021 i el 2022 es feren públics diversos nous problemes de seguretat com una onada creixent d'atacs homòfobs o violència contra el personal de seguretat de la xarxa. A més a més, es publicà que l'impacte del vandalisme i dels grafits en la xarxa de metro el 2022 havia estat de 7 milions d'euros. Aquesta suma de factors provocà una onada de protestes dels seus treballadors a l'inici del 2023. Un mes després, el febrer del 2023, TMB anuncià la licitació d'un nou i polèmic sistema de seguretat amb càmeres de reconeixement facial i intel·ligència artificial sota el pretext de «mitigar el vandalisme i els grafiters».

## Ampliacions

### Línia 9 (L9 i L10)
La línia 9 (L9 i L10) es troba en construcció en la part central del seu recorregut. El 2009 es va obrir una part de la L9 i el 2010 va entrar en servei un tram de la L10 i posteriorment part del tronc comú: un total de 12 estacions entre la Sagrera (L9/L10) i Can Zam (L9) i Gorg (L10). El 8 de setembre del 2018 es va obrir el tram Sud de la L10 Collblanc - Can Tries | Gornal - Foc
La línia 9 consta de dos ramals L9 i L10 que comparteixen part del seu recorregut en el tronc central entre Gornal i Bon Pastor. Quan estigui finalitzada donarà servei a les ciutats de Barcelona, Santa Coloma de Gramenet, Badalona, l'Hospitalet de Llobregat i el Prat de Llobregat, a més de la Zona Franca de Barcelona i l'Aeroport del Prat de Llobregat.
La principal característica d'aquesta obra és la gran profunditat per evitar la resta de línies del metro, ferrocarril, clavegueram i altres serveis. Únicament un tram del ramal de la Zona Franca es construirà en viaducte, ateses les característiques de la zona. La majoria del traçat es realitza amb tuneladores que permeten una construcció més segura. Les tuneladores utilitzades per aquesta obra són d'un diàmetre de 12 metres, anormalment gran, de manera que la secció del túnel serà de forma contínua el mateix que el de les estacions (que inclouen les andanes en dos nivells diferents).
Per al calendari previst d'inauguració d'aquesta línia vegeu l'apartat properes inauguracions.

### Línies proposades
A continuació es detallen una sèrie de línies que foren proposades en algun moment. Algunes són propostes històriques i d'altres són propostes més recents però que no apareixen en cap projecte futur.
- La línia VI: proposta d'una línia de 20,4 quilòmetres i 24 estacions entre els anys 1971 i 1974 que havia d'unir la Zona Franca passant per la Ronda del Mig fins a la Travessera de les Corts i d'allà fins a la Plaça de Francesc Macià, per més tard dirigir-se cap al Besòs tot baixant per l'avinguda Diagonal fins a la plaça de les Glòries Catalanes i un cop creuat el Besòs, per la Salut fins a Montigalà (Badalona). Finalment amb la finalització de la dictadura, els canvis de govern a Espanya i la reconstitució de la Generalitat els plans de perllongament al metro canviaren.[146]
- La línia Diagonal: proposta de Transports Metropolitans de Barcelona per a la construcció d'un metro a l'avinguda Diagonal entre els anys 1989 i 1992 però que finalment no s'executà.
- Línia 12: antic projecte de línia de la Generalitat de Catalunya, presidida llavors per Jordi Pujol, per enllaçar la plaça de Reina Elisenda, final de línia de la L6, i acabar a Castelldefels Platja.[147] El 10 de febrer de 2006 va arribar la fi d'aquest projecte, que s'ha considerat poc realista pel seu traçat.[148] Així, el projecte inicial va ser reemplaçat per tres projectes d'ampliació: perllongament de la L3 de Zona Universitària fins a Sant Feliu de Llobregat, la L1 fins a Sant Boi de Llobregat i el perllongament de la línia de Rodalies R3 de l'Hospitalet de Llobregat fins a Castelldefels Platja -amb un nou traçat de doble via gairebé tot soterrat que començaria a Cornellà Centre.[148] El 12 de setembre de 2016 es va posar en marxa un servei llançadora Sarrià-Reina Elisenda operat per FGC anomenat L12.
- Línia 13: tipus metro lleuger proposada per enllaçar el barri de la Morera, a Badalona, amb la zona de l'hospital de Can Ruti.

### Properes inauguracions
En construcció:
- 2027   : Guinardó | Hospital de Sant Pau - La Sagrera[149]
- 2029  : Espanya - Gràcia[150]
- 2030   : Zona Universitària - Guinardó | Hospital de Sant Pau[149]

Estacions acabades sense servei:
- : Aeroport Terminal de Càrrega (entre Aeroport T1 i Aeroport T2)
- : La Ribera (entre Les Moreres i el Prat Estació)

En projecte:
- : Fondo - Badalona Pompeu Fabra
- : Sant Antoni - Parc Logístic - Aeroport T1
- : Trinitat Nova - Trinitat Vella
- : Zona Universitària - Esplugues Centre
- : La Pau - La Sagrera
- : ZAL - Riu Vell - Pratenc

En estudi:
- : Hospital de Bellvitge - El Prat Estació
- : Badalona Pompeu Fabra - Badalona Estació
- : Esplugues Centre - Sant Feliu Centre
- : Gràcia - Parc del Besòs
- : Reina Elisenda - Finestrelles | Sant Joan de Déu

La xarxa del metro quedarà de la següent manera segons el PDI 2021-2030:

Mapa del Metro de Barcelona amb les ampliacions proposades

| Línia | Recorregut                                | Obertura | Longitud (km) | Estacions |
| ----- | ----------------------------------------- | -------- | ------------- | --------- |
|       | El Prat Estació - Estació de Badalona     | 1926     | 28,4          | 35        |
|       | Aeroport T1 - Badalona Pompeu Fabra       | 1995     | 19,1          | 24        |
|       | Sant Feliu - Trinitat Vella               | 1924     | 27,1          | 36        |
|       | Trinitat Nova - La Sagrera                | 1926     | 21            | 25        |
|       | Cornellà Centre - Vall d'Hebron           | 1959     | 18,8          | 27        |
|       | Plaça de Catalunya - Sarrià               | 1929     | 7,9           | 8         |
|       | Plaça de Catalunya - Avinguda Tibidabo    | 1954     | 4,6           | 7         |
|       | Molí Nou \| Ciutat Cooperativa - Gràcia   | 2000     | 15,3          | 15        |
|       | Can Zam - Aeroport T1                     | 2009     | 47,8          | 52        |
|       | Pratenc - Gorg                            | 2010     | 47,8          | 52        |
|       | Trinitat Nova - Can Cuiàs                 | 2003     | 2,3           | 5         |
|       | Sarrià - Finestrelles \| Sant Joan de Déu | 1976     | 3,3           | 4         |
| Total |                                           |          | 200           | 241       |